# 三島郡 (新潟県)
- 令制国一覧 > 北陸道 > 越後国 > 三島郡
- 日本 > 中部地方 > 新潟県 > 三島郡

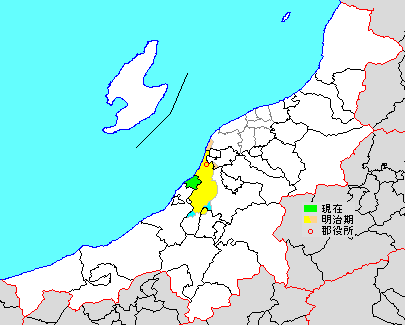
新潟県三島郡の範囲（緑：出雲崎町 水色：後に他郡から編入した区域 薄黄：後に他郡に編入された区域）

三島郡（さんとうぐん）は、新潟県（越後国）の郡。ここでは前身にあたる三東郡（さんとうぐん）についても記述する。
人口3,663人、面積44.41km²、人口密度82.5人/km²。（2025年5月1日、推計人口）
以下の1町を含む。
- 出雲崎町（いずもざきまち）

## 郡域
1879年（明治12年）に行政区画として発足した当時の郡域は、上記1町のほか、以下の区域にあたる。
- 長岡市の一部（李崎町、川袋町、花井町、高野町、大荒戸町、福道町、寺宝町、高瀬町、南新保町、雨池町、蓮潟町（蓮潟一から五丁目を含む）、古正寺町（古正寺一から三丁目を含む）、三ツ郷屋町（三ツ郷屋一・二を含む）、緑町一丁目の一部（国道351号沿いの地域）、千秋一から四丁目、草生津町以東・水梨町・小国町各町・千谷沢・岩野・釜ヶ島・西野を除く信濃川以西、信濃川以東の海老島・海老島勇次新田・浦、脇川新田町）[1]
- 新潟市西蒲区の一部（間瀬）[2]
- 小千谷市の一部（片貝町・片貝山屋町・高梨町）
- 燕市の一部（野中才・五千石・大川津）[3]

## 歴史

### 式内社
『延喜式』神名帳に記される郡内の式内社。
| 神名帳             | 神名帳           | 神名帳 | 神名帳         | 比定社             | 比定社                 | 比定社     | 集成 |
| 社名               | 読み             | 格     | 付記           | 社名               | 所在地                 | 備考       | 集成 |
| ------------------ | ---------------- | ------ | -------------- | ------------------ | ---------------------- | ---------- | ---- |
| 三島郡 6座（並小） |                  |        |                |                    |                        |            |      |
| 御島石部神社       | ミシマノイソベノ | 小     |                | 御島石部神社       | 新潟県柏崎市西山町石地 |            |      |
| 物部神社           | モノノヘ         | 小     |                | 物部神社           | 新潟県柏崎市西山町二田 | 越後国二宮 |      |
| 鵜川神社           | ウカハノ         | 小     |                | 鵜川神社           | 新潟県柏崎市宮場町     |            |      |
| 多多神社           | タタノ           | 小     |                | 多々神社           | 新潟県柏崎市曽地       |            |      |
| 三島神社           | ミシマノ         | 小     |                | 三島神社           | 新潟県柏崎市剣野町     |            |      |
| 石井神社           | イハヰノ         | 小     |                | （論）石井神社     | 新潟県出雲崎町石井町   |            |      |
| 石井神社           | イハヰノ         | 小     | （論）石井神社 | 新潟県柏崎市北条   |                        |            |      |
| 石井神社           | イハヰノ         | 小     | （論）石井神社 | 新潟県柏崎市西山町 |                        |            |      |
| 石井神社           | イハヰノ         | 小     | （論）石井神社 | 新潟県長岡市上岩井 |                        |            |      |
| 凡例を表示         |                  |        |                |                    |                        |            |      |

### 古代から近世まで
三島郡の地域はかつては古志郡の一部であったが、中世に信濃川左岸が分離して山東郡（さんとうぐん）と呼ばれるようになり、近世（江戸時代）初期には三島郡と表記するようになった。そのため西古志などと呼ばれることもあった。なお、三島郡が古志郡から分離される以前は、現・刈羽郡が三島郡（みしまぐん）と呼ばれていた。

### 近代以降の沿革
- 「旧高旧領取調帳」に記載されている明治初年時点での支配は以下の通り。●は寺社領、○は寺社除地[4]が存在。（4町249村）

| 知行   | 知行                                          | 村数     | 村名 |
| ------ | --------------------------------------------- | -------- | --- |
| 幕府領 | 幕府領（出雲崎代官所）                        | 2町 33村 | ●勝見村、尼瀬町、出雲崎町、井鼻村、上野山村、●○船橋村、○田中村、小木村上組、○小木村下組、稲川新料、○稲川古料、中山村、○立石村、川西村、●相田村、桂沢村、●別ヶ谷村、●中条村（現：出雲崎町）、藤巻村、○沢田村、●落水村、●坂谷村、●高森村、●高月村、●籠田村、曲田村、●吉田村、●辺張村、●辺張北組、●乙茂村、●馬草村、●大寺村、●村岡村、●梅田村、●東島崎村 |
| 幕府領 | 幕府領（脇野町代官所）                        | 6村      | 葛蒲新田、鳥雲新田、○上岩井村、○吉崎村、○脇野町村、脇野町新田 |
| 幕府領 | 幕府領（水原代官所）                          | 2村      | 片貝村古料、○高梨村古料 |
| 幕府領 | 幕府領（出雲崎代官所）・ 旗本領（稲葉左衛門） | 1村      | ●小島谷村 |
| 藩領   | 越後長岡藩                                    | 66村     | 田尻村、馬越村、岩方村、○仁ヶ村外新田、藤川村、宮沢村、瓜生村、瓜生権六新田、瓜生市郎右衛門新田、下河根川村、大島村、水梨村、青山村、林新田、前島村、青島村、下山村、北山村古新田、本大島村、岡村古新田、喜多村、福山村、○宝地村、堺村、●○上除村、上除村八郎右衛門古新田、成沢村、広野村、○岩田村、安左衛門新田、○飯塚村、○下条村、下条村佐次兵衛組、沢新田村又市組、○沢新田村、親沢村、鍛冶新田、深沢村五郎八組、深沢村九左衛門組、深沢村茂兵衛組、富岡村（現：長岡市上富岡）、才津村与右衛門善助組、才津村勘兵衛組、安田村、福田村、矢島新田、原新田、大矢新田、弓新田、峰新田、富安村武右衛門組、富安村七郎左衛門組、才津村利右衛門佐兵衛組、来迎寺古新田、○来迎寺村、○朝日村、○浦村、宮川外新田、中沢外新田、○道半村、南島新田、飯島村、飯島善兵衛古新田、篠花村、中島村新田、○高梨村新料 |
| 藩領   | 越後与板藩                                    | 1町 32村 | 米田村、●小竹村、●○大門村、吉川村、●吉水村、大釜谷村、小釜谷村、柿木村、高畑村、●日野浦村、滝谷村、●阿弥陀瀬村、●村田村、若野浦村、●富岡村（現：長岡市下富岡）、久田村、●円蔵寺村、中村（現：長岡市和島中沢）、●荒巻村、本与板村、○与板城下、○与板村、海老島勇次新田、中田村、山沢村、蔦都新田村、槙原村、中永村、○気比宮村、○逆谷村、中村（現：長岡市与板町南中）、大野新田、中条村（現：長岡市三島中条） |
| 藩領   | 陸奥上山藩                                    | 33村     | ○王番田村、○七日市村、○鳥越村、王番田弥兵衛組、五反田村、下除村、○雲出村、駒村新田、○牛ヶ頭村、牛ヶ頭新田（現：長岡市高寺町および上除町）、関原村、○白鳥村、五反田新田、白鳥新田、○東宮本村、○西宮本村、○東方村、西宮本新田、堀ノ内村、三町田村、善間村、三島谷村、○大日村、○大積村、牛ヶ頭新田（現：長岡市上除町）、田代村、灰下村、千本平村、水梨新田、○塚野山村、○西谷村、西谷新田、○東谷村 |
| 藩領   | 越後村上藩                                    | 30村     | 西島崎村、山田村、明ヶ谷村、松田村、木島村、京ヶ入新村、真木山村、本山新村、弁才天新村、下曽根新村、川崎新村、中曽根村、蛇塚村、竹森村、鰐口村、新庄村、長新村、小豆曽根村、東川原崎新田、西川原崎新田、遠矢ヶ崎新田、端口新田、上桐村、門新村、黒坂村、五分一村、硲田村、下桐村、敦ヶ曽根村、平野新村新田 |
| 藩領   | 伊勢桑名藩                                    | 1町 29村 | 志戸橋村、田頭村、夏戸村、年友村、引岡村、吉村、大地村、戸崎村、円上寺村、寺泊町、白岩村、野積村、大和田村、郷本村、大川津村、町軽井村、北曽根村、中条村（現：長岡市寺泊下中条）、万善寺村、高内村、求草村、入軽井村、矢田村、有信村、三瀬ヶ谷村、北野村、根小屋村、五千石村、野中才村、間瀬村 |
| 藩領   | 陸奥会津藩                                    | 16村     | ○市野坪村、豊橋村、常楽寺村、神条村、○山谷村、松本村、上条村、蓮花寺村、新保村、下村古料、河根川村、○下村新料、○不動沢村、山屋村、片貝村新料、新屋敷村 |
| 藩領   | 与板藩・長岡藩                                | 1村      | 吉津村 |

- 慶応4年
  - 閏4月29日（1868年6月19日） - 戊辰戦争で新政府軍が桑名藩の陣屋がある刈羽郡柏崎を制圧。
  - 7月27日（1868年9月13日） - 幕府領・旗本領・桑名藩領が柏崎県（第1次）の管轄となる。
- 明治元年
  - 9月22日（1868年11月6日） - 会津戦争で会津藩が新政府軍に降伏して領地を没収され、領地が柏崎県の管轄となる。
  - 11月5日（1868年12月18日） - 柏崎県を廃して新潟府に合併することが布達される（実行されず）。
- 明治2年
  - 2月22日（1869年4月3日） - 再度柏崎県を廃止する布達が出され、越後府（第2次）に合併。
  - 8月25日（1869年9月30日） - 旧・柏崎県の管轄地が柏崎県（第2次）の管轄となる。
- 明治3年
  - 7月 - 村上藩の領地替えにより、8村（上桐村・門新村・黒坂村・五分一村・硲田村・下桐村・敦ヶ曽根村・平野新村新田）が柏崎県、22村が新潟県の管轄となる。
  - 10月22日（1870年11月15日） - 長岡藩が廃藩となり、領地が柏崎県の管轄となる。
- 明治4年
  - 7月14日（1871年8月29日） - 廃藩置県により藩領が与板県、上山県の管轄となる。
  - 11月20日（1871年12月31日） - 第1次府県統合により全域が柏崎県の管轄となる。
- 明治初年
  - 西谷新田が西谷村に合併。（4町248村）
  - 与板城下各町が与板を冠称。
  - 牛ヶ頭新田（現：長岡市高寺町および上除町）が南牛ヶ頭新田に改称。
- 明治5年（1872年） - 東宮本村・西宮本村・西宮本新田が合併して宮本村となる。（4町246村）
- 明治6年（1873年）（4町244村）
  - 6月10日 - 全域が新潟県の管轄となる。
  - 才津村与右衛門善助組・安田村が合併して才津村となる。
  - 新庄村・長新村が合併して新長村となる。
- 明治8年（1875年） - 王番田弥兵衛組が王番田村に合併。（4町243村）
- 明治9年（1876年）（4町239村）
  - 鍛冶新田・深沢村五郎八組・深沢村九左衛門組・深沢村茂兵衛組が合併して深沢村となる。
  - 大日村・大積村が合併して大村となる。
- 明治10年（1877年）（4町231村）
  - 小木村上組・小木村下組が合併して小木村となる。
  - 稲川新料・稲川古料が合併して稲川村となる。
  - 片貝村古料・片貝村新料が合併して片貝村となる。
  - 高梨村古料・高梨村新料・新屋敷村が合併して高梨村となる。
  - 東川原崎新田・西川原崎新田・遠矢ヶ崎新田・端口新田が合併して当新田となる。
- 明治12年（1879年）（4町224村）
  - 4月9日 - 郡区町村編制法の新潟県での施行により行政区画としての三島郡が発足。郡役所を与板城下に設置。
  - 真木山村の所属郡が西蒲原郡に変更。
  - 大島村・水梨村・青山村・前島村・青島村の所属郡が古志郡に変更。
  - 古志郡古川新田、西蒲原郡脇川新田の所属郡が本郡に変更。
  - 下条村・下条村佐次兵衛組・沢新田村又市組・沢新田村が合併して沢下条村となる。
  - 与板城下の一部[33]が与板村に編入。
  - 2ヶ所存在した中村、富岡村が北中村（現：長岡市和島中沢）、南中村（現：長岡市与板町南中）、上富岡村（現：長岡市上富岡）、下富岡村（現：長岡市下富岡）にそれぞれ改称。
  - 3ヶ所存在した中条村が上中条村（現：出雲崎町）、中中条村（現：長岡市三島中条）、下中条村（現：長岡市寺泊下中条）にそれぞれ改称。
- 明治13年（1880年） - 中沢外新田が中沢村に、中中条村が中条村（現：長岡市三島中条）にそれぞれ改称。
- 明治14年（1881年）
  - 五反田新田・白鳥新田が合併して西関原村となる。（4町223村）
  - 才津村利右衛門佐兵衛組が北才津村に改称。
- 明治16年（1883年） - 駒村新田・牛ヶ頭村が合併して高頭村となる。（4町222村）
- 明治18年（1885年）（4町214村）
  - 林新田が古志郡土合村に合併。
  - 脇野町新田・大野新田が合併して大野村となる。
  - 上除村八郎右衛門古新田・大矢新田・弓新田・牛ヶ頭新田（現：長岡市上除町）が上除村に、安左衛門新田が岩田村に、来迎寺古新田が来迎寺村にそれぞれ合併。
  - 才津村勘兵衛組が勘兵村に、富安村武右衛門組が石動村に、富安村七郎左衛門組が富安村にそれぞれ改称。
- 明治19年（1886年）
  - 与板城下各町が合併して与板町となる。
  - 東島崎村・西島崎村が合併して島崎村となる。（4町213村）
  - 蔦都新田村が蔦都村に改称。
- 明治20年（1887年） - 下村古料・下村新料が鳥越村に合併。（4町211村）

### 町村制以降の沿革
- 明治22年（1889年）4月1日 - 町村制の施行により以下の町村が発足。特記以外は現・長岡市。（4町39村）

- 片貝村 ← 片貝村、山屋村（現：小千谷市）
- 高梨村（単独村制、現・小千谷市）
- 来迎寺村 ← 来迎寺村、朝日村
- 浦村 ← 浦村、道半村、宮川外新田および古志郡青島村［一部］
- 中野島村 ← 中沢村、中島村新田、篠花村、飯島村、南島新田、飯島善兵衛古新田および古志郡西野村、北野村
- 塚山村 ← 西谷村、東谷村、塚野山村
- 岩田村 ← 岩田村、不動沢村
- 飯塚村 ← 飯塚村、沢下条村
- 深沢村 ← 深沢村、親沢村
- 才津村 ← 上富岡村、福田村、才津村、勘兵村
- 大島村 ← 下山村、北山村古新田、本大島村、岡村古新田
- 日越村 ← 北才津村、福山村、喜多村、石動村、富安村、上除村、宝地村、堺村［一部］、峰新田、原新田、矢島新田および古志郡高瀬村、高瀬作十郎古新田、五本柳村古新田、雨池村、前野村古新田
- 王寺川村 ← 王番田村、河根川村および古志郡寺宝村、能下古新田
- 宮本村 ← 宮本村、堀ノ内村、東方村
- 大積村 ← 三町田村、善間村、三島谷村、大村、水梨新田、灰下村、千本平村、田代村
- 関原村 ← 下除村、五反田村、高頭村、南牛ヶ頭新田、関原村、西関原村、白鳥村
- 日吉村 ← 鳥越村、七日市村、雲出村
- 脇野町村 ← 吉崎村、脇野町村
- 上岩井村 ← 上岩井村、葛蒲新田、鳥雲新田
- 吉川村 ← 瓜生村、瓜生権六新田、瓜生市郎右衛門新田、下河根川村、大野村、中条村、新保村
- 天津村 ← 蓮花寺村、中永村、上条村、逆谷村、気比宮村
- 大都村 ← 藤川村、宮沢村、槙原村、山沢村
- 黒川村 ← 中田村、南中村、吉津村、蔦都村、成沢村、広野村、古川新田
- 与板町 ← 与板町、与板村［一部を除く］
- 本与板村 ← 本与板村、馬越村、岩方村、仁ヶ村外新田
- 善高村 ← 田尻村、町軽井村、平野新村新田、北曽根村、敦ヶ曽根村、万善寺村、高内村、求草村、入軽井村、矢田村（現：長岡市）、大川津村（現：燕市）
- 下桐原村 ← 竹森村、小豆曽根村、鰐口村、下桐村、硲田村、木島村、五分一村、有信村（現：燕市）、新長村（現：長岡市、燕市）
- 五千石村 ← 五千石村、野中才村（現：燕市）、下中条村（現：長岡市、燕市）
- 桐原村 ← 荒巻村、根小屋村、北野村、三瀬ヶ谷村、上桐村、門新村、黒坂村
- 島崎村（単独村制）
- 小島谷村 ← 小島谷村、阿弥陀瀬村、若野浦村、下富岡村、梅田村、曲田村、円蔵寺村、北中村、日野浦村
- 村田村 ← 高森村、高月村、坂谷村、落水村、籠田村、村岡村、村田村、辺張村、辺張北組、吉田村
- 西越村 ← 柿木村、高畑村、馬草村、乙茂村、藤巻村、神条村、吉川村、滝谷村、久田村、上中条村、沢田村、大寺村
- 中越村 ← 小釜谷村、大釜谷村、山谷村、松本村、大門村、別ヶ谷村、川西村、上野山村、米田村、小竹村、立石村、中山村、吉水村、桂沢村（現：出雲崎町）
- 八手村 ← 田中村、船橋村、稲川村、市野坪村、豊橋村、小木村、相田村、常楽寺村（現：出雲崎町）
- 出雲崎町 ← 出雲崎町、井鼻村（現存）
- 尼瀬町 ← 勝見村、尼瀬町（現：出雲崎町）
- 寺泊町 ← 寺泊町、白岩村
- 潟村 ← 京ヶ入新村、本山新村、弁才天新村、川崎新村、下曽根新村、中曽根村、蛇塚村、当新田
- 西山村 ← 戸崎村、年友村、引岡村、吉村、大地村、円上寺村
- 北西越村 ← 夏戸村、田頭村、大和田村、郷本村、山田村、志戸橋村、明ヶ谷村、松田村
- 野積村、間瀬村（それぞれ単独村制）
- 堺村［一部を除く］が古志郡福戸村、与板村［一部］・海老島勇次新田が南蒲原郡中野村、脇川新田が古志郡川李村となる。

- 明治29年（1896年）4月1日 - 間瀬村の所属郡が西蒲原郡に変更。（4町38村）
- 明治30年（1897年）1月1日 - 新潟県で郡制を施行。
- 明治34年（1901年）11月1日 - 下記の町村の統合が行われる。いずれも新設合併。（4町18村）

- 与板町 ← 与板町、本与板村［本与板］
- 寺泊町 ← 寺泊町、北西越村、西山村、潟村、野積村
- 深才村 ← 深沢村、才津村、大島村
- 片貝村 ← 片貝村、高梨村
- 来迎寺村 ← 来迎寺村、浦村、中野島村
- 岩塚村 ← 岩田村、飯塚村
- 脇野町村 ← 脇野町村、上岩井村、吉川村
- 大津村 ← 大都村、天津村
- 島田村 ← 小島谷村、村田村
- 桐島村 ← 桐原村、島崎村
- 西越村 ← 西越村、中越村、八手村
- 大河津村 ← 本与板村［岩方・馬越・仁ヶ村外新田］、善高村、五千石村、下桐原村

- 明治37年（1904年）4月1日 - 出雲崎町・尼瀬町が合併し、改めて出雲崎町が発足。（3町18村）
- 大正12年（1923年）3月31日 - 郡会が廃止。郡役所は存続。
- 大正15年（1926年）6月30日 - 郡役所が廃止。以降は地域区分名称となる。
- 昭和9年（1934年）
  - 4月1日 - 関原村が町制施行して関原町となる。（4町17村）
  - 11月1日 - 脇野町村が町制施行して脇野町となる。（5町16村）
- 昭和22年（1947年）11月3日 - 片貝村が町制施行して片貝町となる。（6町15村）
- 昭和23年（1948年）4月1日 - 深才村の一部（本大島・岡村古新田および北山古新田の一部）が長岡市に編入。
- 昭和29年（1954年）
  - 5月1日 - 深才村が長岡市に編入。（6町14村）
  - 11月1日 - 日越村・王寺川村が長岡市に編入。（6町12村）
- 昭和30年（1955年）3月31日（7町6村）
  - 脇野町および大津村の一部（蓮花寺・中永・逆谷・上条・気比宮・藤川・宮沢）が合併して三島町が発足。
  - 与板町・黒川村および大津村の一部（槇原・山沢）が合併し、改めて与板町が発足。
  - 桐島村・島田村が合併して和島村が発足。
  - 来迎寺村・岩塚村・塚山村および古志郡石津村が合併して越路町が発足。
  - 片貝町が小千谷市の一部（鴻巣町）を編入。
- 昭和31年（1956年）
  - 3月31日 - 片貝町が小千谷市に編入。（6町6村）
  - 9月30日（6町4村）
    - 宮本村と大積村が合併して二和村が発足。
    - 日吉村の一部（七日市・鳥越）が三島町、残部（雲出）が関原町に分割編入。
- 昭和32年（1957年）
  - 6月20日（6町2村）
    - 出雲崎町・西越村が合併して出雲町が発足。即日出雲崎町に改称。
    - 大河津村の一部（馬越）が与板町、一部（馬越・野中才・五千石・大川津を除く）が寺泊町、残部（野中才・五千石・大川津）が西蒲原郡分水町に分割編入。

  - 7月5日 - 越路町が刈羽郡千谷沢村の一部[37]を編入。
  - 10月1日 - 関原町が長岡市に編入。（5町2村）
  - 11月1日 - 寺泊町の一部（下中条・新長の各一部[38]）が西蒲原郡分水町に編入。
- 昭和33年（1958年）1月1日 - 和島村が出雲崎町の一部（高畑）を編入。
- 昭和33年（1959年）2月1日 - 寺泊町の一部（岩方の一部）が与板町に編入。
- 昭和35年（1960年）
  - 4月1日 - 与板町の一部（成沢）が長岡市に編入。
  - 9月1日 - 二和村が長岡市に編入。（5町1村）
- 平成17年（2005年）4月1日 - 越路町・三島町が長岡市に編入。（3町1村）
- 平成18年（2006年）1月1日 - 与板町・寺泊町・和島村が長岡市に編入。（1町）

### 変遷表
| 明治以前               | 明治以前               | 明治初年 - 明治22年            | 明治初年 - 明治22年            | 明治22年 4月1日 町村制施行 | 明治22年 - 大正15年                    | 昭和元年 - 昭和24年                  | 昭和25年 - 昭和29年          | 昭和30年 - 昭和64年            | 昭和30年 - 昭和64年                      | 昭和30年 - 昭和64年                   | 平成元年 - 現在              | 現在     |
| ---------------------- | ---------------------- | ------------------------------ | ------------------------------ | -------------------------- | -------------------------------------- | ------------------------------------ | ---------------------------- | ------------------------------ | ---------------------------------------- | ------------------------------------- | ---------------------------- | -------- |
| 北魚沼郡鴻巣村         | 北魚沼郡鴻巣村         | 北魚沼郡鴻巣村                 | 北魚沼郡鴻巣村                 | 北魚沼郡 鴻野谷村          | 明治34年11月1日 北魚沼郡千田村         | 北魚沼郡千田村                       | 北魚沼郡千田村               | 昭和30年3月31日 片貝町に編入   | 昭和31年3月31日 小千谷市に編入           | 小千谷市                              | 小千谷市                     | 小千谷市 |
| 片貝村古料             | 片貝村古料             | 明治10年 片貝村                | 明治10年 片貝村                | 片貝村                     | 明治34年11月1日 片貝村                 | 昭和22年11月3日 町制 片貝町          | 片貝町                       | 片貝町                         | 昭和31年3月31日 小千谷市に編入           | 小千谷市                              | 小千谷市                     | 小千谷市 |
| 片貝村新料             |                        | 明治10年 片貝村                | 明治10年 片貝村                | 片貝村                     | 明治34年11月1日 片貝村                 | 昭和22年11月3日 町制 片貝町          | 片貝町                       | 片貝町                         | 昭和31年3月31日 小千谷市に編入           | 小千谷市                              | 小千谷市                     | 小千谷市 |
| 山屋村                 | 山屋村                 | 山屋村                         | 山屋村                         | 片貝村                     | 明治34年11月1日 片貝村                 | 昭和22年11月3日 町制 片貝町          | 片貝町                       | 片貝町                         | 昭和31年3月31日 小千谷市に編入           | 小千谷市                              | 小千谷市                     | 小千谷市 |
| 高梨村古料             | 高梨村古料             | 明治10年 高梨村                | 明治10年 高梨村                | 高梨村                     | 明治34年11月1日 片貝村                 | 昭和22年11月3日 町制 片貝町          | 片貝町                       | 片貝町                         | 昭和31年3月31日 小千谷市に編入           | 小千谷市                              | 小千谷市                     | 小千谷市 |
| 高梨村新料             |                        | 明治10年 高梨村                | 明治10年 高梨村                | 高梨村                     | 明治34年11月1日 片貝村                 | 昭和22年11月3日 町制 片貝町          | 片貝町                       | 片貝町                         | 昭和31年3月31日 小千谷市に編入           | 小千谷市                              | 小千谷市                     | 小千谷市 |
| 新屋敷村               |                        | 明治10年 高梨村                | 明治10年 高梨村                | 高梨村                     | 明治34年11月1日 片貝村                 | 昭和22年11月3日 町制 片貝町          | 片貝町                       | 片貝町                         | 昭和31年3月31日 小千谷市に編入           | 小千谷市                              | 小千谷市                     | 小千谷市 |
| 出雲崎町               | 出雲崎町               | 出雲崎町                       | 出雲崎町                       | 出雲崎町                   | 明治37年4月1日 出雲崎町                | 出雲崎町                             | 出雲崎町                     | 出雲崎町                       | 昭和32年6月20日 出雲町 即日改称 出雲崎町 | 出雲崎町                              | 出雲崎町                     | 出雲崎町 |
| 井鼻村                 | 井鼻村                 | 井鼻村                         | 井鼻村                         | 出雲崎町                   | 明治37年4月1日 出雲崎町                | 出雲崎町                             | 出雲崎町                     | 出雲崎町                       | 昭和32年6月20日 出雲町 即日改称 出雲崎町 | 出雲崎町                              | 出雲崎町                     | 出雲崎町 |
| 勝見村                 | 勝見村                 | 勝見村                         | 勝見村                         | 尼瀬町                     | 明治37年4月1日 出雲崎町                | 出雲崎町                             | 出雲崎町                     | 出雲崎町                       | 昭和32年6月20日 出雲町 即日改称 出雲崎町 | 出雲崎町                              | 出雲崎町                     | 出雲崎町 |
| 尼瀬町                 | 尼瀬町                 | 尼瀬町                         | 尼瀬町                         | 尼瀬町                     | 明治37年4月1日 出雲崎町                | 出雲崎町                             | 出雲崎町                     | 出雲崎町                       | 昭和32年6月20日 出雲町 即日改称 出雲崎町 | 出雲崎町                              | 出雲崎町                     | 出雲崎町 |
| 小釜谷村               | 小釜谷村               | 小釜谷村                       | 小釜谷村                       | 中越村                     | 明治34年11月1日 西越村                 | 西越村                               | 西越村                       | 西越村                         | 昭和32年6月20日 出雲町 即日改称 出雲崎町 | 出雲崎町                              | 出雲崎町                     | 出雲崎町 |
| 大釜谷村               | 大釜谷村               | 大釜谷村                       | 大釜谷村                       | 中越村                     | 明治34年11月1日 西越村                 | 西越村                               | 西越村                       | 西越村                         | 昭和32年6月20日 出雲町 即日改称 出雲崎町 | 出雲崎町                              | 出雲崎町                     | 出雲崎町 |
| 山谷村                 | 山谷村                 | 山谷村                         | 山谷村                         | 中越村                     | 明治34年11月1日 西越村                 | 西越村                               | 西越村                       | 西越村                         | 昭和32年6月20日 出雲町 即日改称 出雲崎町 | 出雲崎町                              | 出雲崎町                     | 出雲崎町 |
| 松本村                 | 松本村                 | 松本村                         | 松本村                         | 中越村                     | 明治34年11月1日 西越村                 | 西越村                               | 西越村                       | 西越村                         | 昭和32年6月20日 出雲町 即日改称 出雲崎町 | 出雲崎町                              | 出雲崎町                     | 出雲崎町 |
| 大門村                 | 大門村                 | 大門村                         | 大門村                         | 中越村                     | 明治34年11月1日 西越村                 | 西越村                               | 西越村                       | 西越村                         | 昭和32年6月20日 出雲町 即日改称 出雲崎町 | 出雲崎町                              | 出雲崎町                     | 出雲崎町 |
| 別ヶ谷村               | 別ヶ谷村               | 別ヶ谷村                       | 別ヶ谷村                       | 中越村                     | 明治34年11月1日 西越村                 | 西越村                               | 西越村                       | 西越村                         | 昭和32年6月20日 出雲町 即日改称 出雲崎町 | 出雲崎町                              | 出雲崎町                     | 出雲崎町 |
| 川西村                 | 川西村                 | 川西村                         | 川西村                         | 中越村                     | 明治34年11月1日 西越村                 | 西越村                               | 西越村                       | 西越村                         | 昭和32年6月20日 出雲町 即日改称 出雲崎町 | 出雲崎町                              | 出雲崎町                     | 出雲崎町 |
| 上野山村               | 上野山村               | 上野山村                       | 上野山村                       | 中越村                     | 明治34年11月1日 西越村                 | 西越村                               | 西越村                       | 西越村                         | 昭和32年6月20日 出雲町 即日改称 出雲崎町 | 出雲崎町                              | 出雲崎町                     | 出雲崎町 |
| 米田村                 | 米田村                 | 米田村                         | 米田村                         | 中越村                     | 明治34年11月1日 西越村                 | 西越村                               | 西越村                       | 西越村                         | 昭和32年6月20日 出雲町 即日改称 出雲崎町 | 出雲崎町                              | 出雲崎町                     | 出雲崎町 |
| 小竹村                 | 小竹村                 | 小竹村                         | 小竹村                         | 中越村                     | 明治34年11月1日 西越村                 | 西越村                               | 西越村                       | 西越村                         | 昭和32年6月20日 出雲町 即日改称 出雲崎町 | 出雲崎町                              | 出雲崎町                     | 出雲崎町 |
| 立石村                 | 立石村                 | 立石村                         | 立石村                         | 中越村                     | 明治34年11月1日 西越村                 | 西越村                               | 西越村                       | 西越村                         | 昭和32年6月20日 出雲町 即日改称 出雲崎町 | 出雲崎町                              | 出雲崎町                     | 出雲崎町 |
| 中山村                 | 中山村                 | 中山村                         | 中山村                         | 中越村                     | 明治34年11月1日 西越村                 | 西越村                               | 西越村                       | 西越村                         | 昭和32年6月20日 出雲町 即日改称 出雲崎町 | 出雲崎町                              | 出雲崎町                     | 出雲崎町 |
| 吉水村                 | 吉水村                 | 吉水村                         | 吉水村                         | 中越村                     | 明治34年11月1日 西越村                 | 西越村                               | 西越村                       | 西越村                         | 昭和32年6月20日 出雲町 即日改称 出雲崎町 | 出雲崎町                              | 出雲崎町                     | 出雲崎町 |
| 桂沢村                 | 桂沢村                 | 桂沢村                         | 桂沢村                         | 中越村                     | 明治34年11月1日 西越村                 | 西越村                               | 西越村                       | 西越村                         | 昭和32年6月20日 出雲町 即日改称 出雲崎町 | 出雲崎町                              | 出雲崎町                     | 出雲崎町 |
| 田中村                 | 田中村                 | 田中村                         | 田中村                         | 八手村                     | 明治34年11月1日 西越村                 | 西越村                               | 西越村                       | 西越村                         | 昭和32年6月20日 出雲町 即日改称 出雲崎町 | 出雲崎町                              | 出雲崎町                     | 出雲崎町 |
| 船橋村                 | 船橋村                 | 船橋村                         | 船橋村                         | 八手村                     | 明治34年11月1日 西越村                 | 西越村                               | 西越村                       | 西越村                         | 昭和32年6月20日 出雲町 即日改称 出雲崎町 | 出雲崎町                              | 出雲崎町                     | 出雲崎町 |
| 稲川新料               | 稲川新料               | 明治10年 稲川村                | 明治10年 稲川村                | 八手村                     | 明治34年11月1日 西越村                 | 西越村                               | 西越村                       | 西越村                         | 昭和32年6月20日 出雲町 即日改称 出雲崎町 | 出雲崎町                              | 出雲崎町                     | 出雲崎町 |
| 稲川古料               |                        | 明治10年 稲川村                | 明治10年 稲川村                | 八手村                     | 明治34年11月1日 西越村                 | 西越村                               | 西越村                       | 西越村                         | 昭和32年6月20日 出雲町 即日改称 出雲崎町 | 出雲崎町                              | 出雲崎町                     | 出雲崎町 |
| 市野坪村               | 市野坪村               | 市野坪村                       | 市野坪村                       | 八手村                     | 明治34年11月1日 西越村                 | 西越村                               | 西越村                       | 西越村                         | 昭和32年6月20日 出雲町 即日改称 出雲崎町 | 出雲崎町                              | 出雲崎町                     | 出雲崎町 |
| 豊橋村                 | 豊橋村                 | 豊橋村                         | 豊橋村                         | 八手村                     | 明治34年11月1日 西越村                 | 西越村                               | 西越村                       | 西越村                         | 昭和32年6月20日 出雲町 即日改称 出雲崎町 | 出雲崎町                              | 出雲崎町                     | 出雲崎町 |
| 小木村上組             | 小木村上組             | 明治10年 小木村                | 明治10年 小木村                | 八手村                     | 明治34年11月1日 西越村                 | 西越村                               | 西越村                       | 西越村                         | 昭和32年6月20日 出雲町 即日改称 出雲崎町 | 出雲崎町                              | 出雲崎町                     | 出雲崎町 |
| 小木村下組             |                        | 明治10年 小木村                | 明治10年 小木村                | 八手村                     | 明治34年11月1日 西越村                 | 西越村                               | 西越村                       | 西越村                         | 昭和32年6月20日 出雲町 即日改称 出雲崎町 | 出雲崎町                              | 出雲崎町                     | 出雲崎町 |
| 相田村                 | 相田村                 | 相田村                         | 相田村                         | 八手村                     | 明治34年11月1日 西越村                 | 西越村                               | 西越村                       | 西越村                         | 昭和32年6月20日 出雲町 即日改称 出雲崎町 | 出雲崎町                              | 出雲崎町                     | 出雲崎町 |
| 常楽寺村               | 常楽寺村               | 常楽寺村                       | 常楽寺村                       | 八手村                     | 明治34年11月1日 西越村                 | 西越村                               | 西越村                       | 西越村                         | 昭和32年6月20日 出雲町 即日改称 出雲崎町 | 出雲崎町                              | 出雲崎町                     | 出雲崎町 |
| 柿木村                 | 柿木村                 | 柿木村                         | 柿木村                         | 西越村                     | 明治34年11月1日 西越村                 | 西越村                               | 西越村                       | 西越村                         | 昭和32年6月20日 出雲町 即日改称 出雲崎町 | 出雲崎町                              | 出雲崎町                     | 出雲崎町 |
| 馬草村                 | 馬草村                 | 馬草村                         | 馬草村                         | 西越村                     | 明治34年11月1日 西越村                 | 西越村                               | 西越村                       | 西越村                         | 昭和32年6月20日 出雲町 即日改称 出雲崎町 | 出雲崎町                              | 出雲崎町                     | 出雲崎町 |
| 乙茂村                 | 乙茂村                 | 乙茂村                         | 乙茂村                         | 西越村                     | 明治34年11月1日 西越村                 | 西越村                               | 西越村                       | 西越村                         | 昭和32年6月20日 出雲町 即日改称 出雲崎町 | 出雲崎町                              | 出雲崎町                     | 出雲崎町 |
| 藤巻村                 | 藤巻村                 | 藤巻村                         | 藤巻村                         | 西越村                     | 明治34年11月1日 西越村                 | 西越村                               | 西越村                       | 西越村                         | 昭和32年6月20日 出雲町 即日改称 出雲崎町 | 出雲崎町                              | 出雲崎町                     | 出雲崎町 |
| 神条村                 | 神条村                 | 神条村                         | 神条村                         | 西越村                     | 明治34年11月1日 西越村                 | 西越村                               | 西越村                       | 西越村                         | 昭和32年6月20日 出雲町 即日改称 出雲崎町 | 出雲崎町                              | 出雲崎町                     | 出雲崎町 |
| 吉川村                 | 吉川村                 | 吉川村                         | 吉川村                         | 西越村                     | 明治34年11月1日 西越村                 | 西越村                               | 西越村                       | 西越村                         | 昭和32年6月20日 出雲町 即日改称 出雲崎町 | 出雲崎町                              | 出雲崎町                     | 出雲崎町 |
| 滝谷村                 | 滝谷村                 | 滝谷村                         | 滝谷村                         | 西越村                     | 明治34年11月1日 西越村                 | 西越村                               | 西越村                       | 西越村                         | 昭和32年6月20日 出雲町 即日改称 出雲崎町 | 出雲崎町                              | 出雲崎町                     | 出雲崎町 |
| 久田村                 | 久田村                 | 久田村                         | 久田村                         | 西越村                     | 明治34年11月1日 西越村                 | 西越村                               | 西越村                       | 西越村                         | 昭和32年6月20日 出雲町 即日改称 出雲崎町 | 出雲崎町                              | 出雲崎町                     | 出雲崎町 |
| 中条村                 | 中条村                 | 明治12年 改称 上中条村         | 明治12年 改称 上中条村         | 西越村                     | 明治34年11月1日 西越村                 | 西越村                               | 西越村                       | 西越村                         | 昭和32年6月20日 出雲町 即日改称 出雲崎町 | 出雲崎町                              | 出雲崎町                     | 出雲崎町 |
| 沢田村                 | 沢田村                 | 沢田村                         | 沢田村                         | 西越村                     | 明治34年11月1日 西越村                 | 西越村                               | 西越村                       | 西越村                         | 昭和32年6月20日 出雲町 即日改称 出雲崎町 | 出雲崎町                              | 出雲崎町                     | 出雲崎町 |
| 大寺村                 | 大寺村                 | 大寺村                         | 大寺村                         | 西越村                     | 明治34年11月1日 西越村                 | 西越村                               | 西越村                       | 西越村                         | 昭和32年6月20日 出雲町 即日改称 出雲崎町 | 出雲崎町                              | 出雲崎町                     | 出雲崎町 |
| 高畑村                 | 高畑村                 | 高畑村                         | 高畑村                         | 西越村                     | 明治34年11月1日 西越村                 | 西越村                               | 西越村                       | 西越村                         | 昭和32年6月20日 出雲町 即日改称 出雲崎町 | 昭和33年1月1日 和島村に編入           | 平成18年1月1日 長岡市に編入  | 長岡市   |
| 小島谷村               | 小島谷村               | 小島谷村                       | 小島谷村                       | 小島谷村                   | 明治34年11月1日 島田村                 | 島田村                               | 島田村                       | 昭和30年3月31日 和島村         | 昭和30年3月31日 和島村                   | 昭和30年3月31日 和島村                | 平成18年1月1日 長岡市に編入  | 長岡市   |
| 阿弥陀瀬村             | 阿弥陀瀬村             | 阿弥陀瀬村                     | 阿弥陀瀬村                     | 小島谷村                   | 明治34年11月1日 島田村                 | 島田村                               | 島田村                       | 昭和30年3月31日 和島村         | 昭和30年3月31日 和島村                   | 昭和30年3月31日 和島村                | 平成18年1月1日 長岡市に編入  | 長岡市   |
| 若野浦村               | 若野浦村               | 若野浦村                       | 若野浦村                       | 小島谷村                   | 明治34年11月1日 島田村                 | 島田村                               | 島田村                       | 昭和30年3月31日 和島村         | 昭和30年3月31日 和島村                   | 昭和30年3月31日 和島村                | 平成18年1月1日 長岡市に編入  | 長岡市   |
| 富岡村                 | 富岡村                 | 明治12年 改称 下富岡村         | 明治12年 改称 下富岡村         | 小島谷村                   | 明治34年11月1日 島田村                 | 島田村                               | 島田村                       | 昭和30年3月31日 和島村         | 昭和30年3月31日 和島村                   | 昭和30年3月31日 和島村                | 平成18年1月1日 長岡市に編入  | 長岡市   |
| 梅田村                 | 梅田村                 | 梅田村                         | 梅田村                         | 小島谷村                   | 明治34年11月1日 島田村                 | 島田村                               | 島田村                       | 昭和30年3月31日 和島村         | 昭和30年3月31日 和島村                   | 昭和30年3月31日 和島村                | 平成18年1月1日 長岡市に編入  | 長岡市   |
| 曲田村                 | 曲田村                 | 曲田村                         | 曲田村                         | 小島谷村                   | 明治34年11月1日 島田村                 | 島田村                               | 島田村                       | 昭和30年3月31日 和島村         | 昭和30年3月31日 和島村                   | 昭和30年3月31日 和島村                | 平成18年1月1日 長岡市に編入  | 長岡市   |
| 円蔵寺村               | 円蔵寺村               | 円蔵寺村                       | 円蔵寺村                       | 小島谷村                   | 明治34年11月1日 島田村                 | 島田村                               | 島田村                       | 昭和30年3月31日 和島村         | 昭和30年3月31日 和島村                   | 昭和30年3月31日 和島村                | 平成18年1月1日 長岡市に編入  | 長岡市   |
| 中村                   | 中村                   | 明治12年 改称 北中村           | 明治12年 改称 北中村           | 小島谷村                   | 明治34年11月1日 島田村                 | 島田村                               | 島田村                       | 昭和30年3月31日 和島村         | 昭和30年3月31日 和島村                   | 昭和30年3月31日 和島村                | 平成18年1月1日 長岡市に編入  | 長岡市   |
| 日野浦村               | 日野浦村               | 日野浦村                       | 日野浦村                       | 小島谷村                   | 明治34年11月1日 島田村                 | 島田村                               | 島田村                       | 昭和30年3月31日 和島村         | 昭和30年3月31日 和島村                   | 昭和30年3月31日 和島村                | 平成18年1月1日 長岡市に編入  | 長岡市   |
| 高森村                 | 高森村                 | 高森村                         | 高森村                         | 村田村                     | 明治34年11月1日 島田村                 | 島田村                               | 島田村                       | 昭和30年3月31日 和島村         | 昭和30年3月31日 和島村                   | 昭和30年3月31日 和島村                | 平成18年1月1日 長岡市に編入  | 長岡市   |
| 高月村                 | 高月村                 | 高月村                         | 高月村                         | 村田村                     | 明治34年11月1日 島田村                 | 島田村                               | 島田村                       | 昭和30年3月31日 和島村         | 昭和30年3月31日 和島村                   | 昭和30年3月31日 和島村                | 平成18年1月1日 長岡市に編入  | 長岡市   |
| 坂谷村                 | 坂谷村                 | 坂谷村                         | 坂谷村                         | 村田村                     | 明治34年11月1日 島田村                 | 島田村                               | 島田村                       | 昭和30年3月31日 和島村         | 昭和30年3月31日 和島村                   | 昭和30年3月31日 和島村                | 平成18年1月1日 長岡市に編入  | 長岡市   |
| 落水村                 | 落水村                 | 落水村                         | 落水村                         | 村田村                     | 明治34年11月1日 島田村                 | 島田村                               | 島田村                       | 昭和30年3月31日 和島村         | 昭和30年3月31日 和島村                   | 昭和30年3月31日 和島村                | 平成18年1月1日 長岡市に編入  | 長岡市   |
| 籠田村                 | 籠田村                 | 籠田村                         | 籠田村                         | 村田村                     | 明治34年11月1日 島田村                 | 島田村                               | 島田村                       | 昭和30年3月31日 和島村         | 昭和30年3月31日 和島村                   | 昭和30年3月31日 和島村                | 平成18年1月1日 長岡市に編入  | 長岡市   |
| 村岡村                 | 村岡村                 | 村岡村                         | 村岡村                         | 村田村                     | 明治34年11月1日 島田村                 | 島田村                               | 島田村                       | 昭和30年3月31日 和島村         | 昭和30年3月31日 和島村                   | 昭和30年3月31日 和島村                | 平成18年1月1日 長岡市に編入  | 長岡市   |
| 村田村                 | 村田村                 | 村田村                         | 村田村                         | 村田村                     | 明治34年11月1日 島田村                 | 島田村                               | 島田村                       | 昭和30年3月31日 和島村         | 昭和30年3月31日 和島村                   | 昭和30年3月31日 和島村                | 平成18年1月1日 長岡市に編入  | 長岡市   |
| 辺張村                 | 辺張村                 | 辺張村                         | 辺張村                         | 村田村                     | 明治34年11月1日 島田村                 | 島田村                               | 島田村                       | 昭和30年3月31日 和島村         | 昭和30年3月31日 和島村                   | 昭和30年3月31日 和島村                | 平成18年1月1日 長岡市に編入  | 長岡市   |
| 辺張北組               | 辺張北組               | 辺張北組                       | 辺張北組                       | 村田村                     | 明治34年11月1日 島田村                 | 島田村                               | 島田村                       | 昭和30年3月31日 和島村         | 昭和30年3月31日 和島村                   | 昭和30年3月31日 和島村                | 平成18年1月1日 長岡市に編入  | 長岡市   |
| 吉田村                 | 吉田村                 | 吉田村                         | 吉田村                         | 村田村                     | 明治34年11月1日 島田村                 | 島田村                               | 島田村                       | 昭和30年3月31日 和島村         | 昭和30年3月31日 和島村                   | 昭和30年3月31日 和島村                | 平成18年1月1日 長岡市に編入  | 長岡市   |
| 荒巻村                 | 荒巻村                 | 荒巻村                         | 荒巻村                         | 桐原村                     | 明治34年11月1日 桐島村                 | 桐島村                               | 桐島村                       | 昭和30年3月31日 和島村         | 昭和30年3月31日 和島村                   | 昭和30年3月31日 和島村                | 平成18年1月1日 長岡市に編入  | 長岡市   |
| 根小屋村               | 根小屋村               | 根小屋村                       | 根小屋村                       | 桐原村                     | 明治34年11月1日 桐島村                 | 桐島村                               | 桐島村                       | 昭和30年3月31日 和島村         | 昭和30年3月31日 和島村                   | 昭和30年3月31日 和島村                | 平成18年1月1日 長岡市に編入  | 長岡市   |
| 北野村                 | 北野村                 | 北野村                         | 北野村                         | 桐原村                     | 明治34年11月1日 桐島村                 | 桐島村                               | 桐島村                       | 昭和30年3月31日 和島村         | 昭和30年3月31日 和島村                   | 昭和30年3月31日 和島村                | 平成18年1月1日 長岡市に編入  | 長岡市   |
| 三瀬ヶ谷村             | 三瀬ヶ谷村             | 三瀬ヶ谷村                     | 三瀬ヶ谷村                     | 桐原村                     | 明治34年11月1日 桐島村                 | 桐島村                               | 桐島村                       | 昭和30年3月31日 和島村         | 昭和30年3月31日 和島村                   | 昭和30年3月31日 和島村                | 平成18年1月1日 長岡市に編入  | 長岡市   |
| 上桐村                 | 上桐村                 | 上桐村                         | 上桐村                         | 桐原村                     | 明治34年11月1日 桐島村                 | 桐島村                               | 桐島村                       | 昭和30年3月31日 和島村         | 昭和30年3月31日 和島村                   | 昭和30年3月31日 和島村                | 平成18年1月1日 長岡市に編入  | 長岡市   |
| 門新村                 | 門新村                 | 門新村                         | 門新村                         | 桐原村                     | 明治34年11月1日 桐島村                 | 桐島村                               | 桐島村                       | 昭和30年3月31日 和島村         | 昭和30年3月31日 和島村                   | 昭和30年3月31日 和島村                | 平成18年1月1日 長岡市に編入  | 長岡市   |
| 黒坂村                 | 黒坂村                 | 黒坂村                         | 黒坂村                         | 桐原村                     | 明治34年11月1日 桐島村                 | 桐島村                               | 桐島村                       | 昭和30年3月31日 和島村         | 昭和30年3月31日 和島村                   | 昭和30年3月31日 和島村                | 平成18年1月1日 長岡市に編入  | 長岡市   |
| 東島崎村               | 東島崎村               | 東島崎村                       | 明治13年 島崎村                | 島崎村                     | 明治34年11月1日 桐島村                 | 桐島村                               | 桐島村                       | 昭和30年3月31日 和島村         | 昭和30年3月31日 和島村                   | 昭和30年3月31日 和島村                | 平成18年1月1日 長岡市に編入  | 長岡市   |
| 西島崎村               | 西島崎村               | 西島崎村                       | 明治13年 島崎村                | 島崎村                     | 明治34年11月1日 桐島村                 | 桐島村                               | 桐島村                       | 昭和30年3月31日 和島村         | 昭和30年3月31日 和島村                   | 昭和30年3月31日 和島村                | 平成18年1月1日 長岡市に編入  | 長岡市   |
| 刈羽郡千谷沢村         | 一部                   | 刈羽郡千谷沢村                 | 刈羽郡千谷沢村                 | 刈羽郡 千谷沢村            | 刈羽郡千谷沢村                         | 刈羽郡千谷沢村                       | 刈羽郡千谷沢村               | 刈羽郡千谷沢村                 | 昭和32年7月5日 越路町に編入              | 越路町                                | 平成17年4月1日 長岡市に編入  | 長岡市   |
| 刈羽郡上新田村         | 一部                   | 刈羽郡上新田村                 | 刈羽郡上新田村                 | 刈羽郡 千谷沢村            | 刈羽郡千谷沢村                         | 刈羽郡千谷沢村                       | 刈羽郡千谷沢村               | 刈羽郡千谷沢村                 | 昭和32年7月5日 越路町に編入              | 越路町                                | 平成17年4月1日 長岡市に編入  | 長岡市   |
| 刈羽郡下新田村         | 一部                   | 刈羽郡下新田村                 | 刈羽郡下新田村                 | 刈羽郡 千谷沢村            | 刈羽郡千谷沢村                         | 刈羽郡千谷沢村                       | 刈羽郡千谷沢村               | 刈羽郡千谷沢村                 | 昭和32年7月5日 越路町に編入              | 越路町                                | 平成17年4月1日 長岡市に編入  | 長岡市   |
| 岩田村                 | 岩田村                 | 岩田村                         | 明治18年 岩田村                | 岩田村                     | 明治34年11月1日 岩塚村                 | 岩塚村                               | 岩塚村                       | 昭和30年3月31日 越路町         | 昭和30年3月31日 越路町                   | 越路町                                | 平成17年4月1日 長岡市に編入  | 長岡市   |
| 来迎寺古新田           | 来迎寺古新田           | 来迎寺古新田                   | 明治18年 岩田村                | 岩田村                     | 明治34年11月1日 岩塚村                 | 岩塚村                               | 岩塚村                       | 昭和30年3月31日 越路町         | 昭和30年3月31日 越路町                   | 越路町                                | 平成17年4月1日 長岡市に編入  | 長岡市   |
| 不動沢村               | 不動沢村               | 不動沢村                       | 不動沢村                       | 岩田村                     | 明治34年11月1日 岩塚村                 | 岩塚村                               | 岩塚村                       | 昭和30年3月31日 越路町         | 昭和30年3月31日 越路町                   | 越路町                                | 平成17年4月1日 長岡市に編入  | 長岡市   |
| 飯塚村                 | 飯塚村                 | 飯塚村                         | 飯塚村                         | 飯塚村                     | 明治34年11月1日 岩塚村                 | 岩塚村                               | 岩塚村                       | 昭和30年3月31日 越路町         | 昭和30年3月31日 越路町                   | 越路町                                | 平成17年4月1日 長岡市に編入  | 長岡市   |
| 下条村                 | 下条村                 | 明治12年 沢下条村              | 明治12年 沢下条村              | 飯塚村                     | 明治34年11月1日 岩塚村                 | 岩塚村                               | 岩塚村                       | 昭和30年3月31日 越路町         | 昭和30年3月31日 越路町                   | 越路町                                | 平成17年4月1日 長岡市に編入  | 長岡市   |
| 下条村佐次兵衛組       |                        | 明治12年 沢下条村              | 明治12年 沢下条村              | 飯塚村                     | 明治34年11月1日 岩塚村                 | 岩塚村                               | 岩塚村                       | 昭和30年3月31日 越路町         | 昭和30年3月31日 越路町                   | 越路町                                | 平成17年4月1日 長岡市に編入  | 長岡市   |
| 沢新田村又市組         |                        | 明治12年 沢下条村              | 明治12年 沢下条村              | 飯塚村                     | 明治34年11月1日 岩塚村                 | 岩塚村                               | 岩塚村                       | 昭和30年3月31日 越路町         | 昭和30年3月31日 越路町                   | 越路町                                | 平成17年4月1日 長岡市に編入  | 長岡市   |
| 沢新田村               |                        | 明治12年 沢下条村              | 明治12年 沢下条村              | 飯塚村                     | 明治34年11月1日 岩塚村                 | 岩塚村                               | 岩塚村                       | 昭和30年3月31日 越路町         | 昭和30年3月31日 越路町                   | 越路町                                | 平成17年4月1日 長岡市に編入  | 長岡市   |
| 西谷村                 | 西谷村                 | 明治初年 西谷村                | 明治初年 西谷村                | 塚山村                     | 塚山村                                 | 塚山村                               | 塚山村                       | 昭和30年3月31日 越路町         | 昭和30年3月31日 越路町                   | 越路町                                | 平成17年4月1日 長岡市に編入  | 長岡市   |
| 西谷新田               |                        | 明治初年 西谷村                | 明治初年 西谷村                | 塚山村                     | 塚山村                                 | 塚山村                               | 塚山村                       | 昭和30年3月31日 越路町         | 昭和30年3月31日 越路町                   | 越路町                                | 平成17年4月1日 長岡市に編入  | 長岡市   |
| 東谷村                 | 東谷村                 | 東谷村                         | 東谷村                         | 塚山村                     | 塚山村                                 | 塚山村                               | 塚山村                       | 昭和30年3月31日 越路町         | 昭和30年3月31日 越路町                   | 越路町                                | 平成17年4月1日 長岡市に編入  | 長岡市   |
| 塚野山村               | 塚野山村               | 塚野山村                       | 塚野山村                       | 塚山村                     | 塚山村                                 | 塚山村                               | 塚山村                       | 昭和30年3月31日 越路町         | 昭和30年3月31日 越路町                   | 越路町                                | 平成17年4月1日 長岡市に編入  | 長岡市   |
| 古志郡岩野村           | 古志郡岩野村           | 古志郡岩野村                   | 古志郡岩野村                   | 古志郡 石津村              | 古志郡石津村                           | 古志郡石津村                         | 古志郡石津村                 | 昭和30年3月31日 越路町         | 昭和30年3月31日 越路町                   | 越路町                                | 平成17年4月1日 長岡市に編入  | 長岡市   |
| 古志郡釜ヶ島村         | 古志郡釜ヶ島村         | 古志郡釜ヶ島村                 | 古志郡釜ヶ島村                 | 古志郡 石津村              | 古志郡石津村                           | 古志郡石津村                         | 古志郡石津村                 | 昭和30年3月31日 越路町         | 昭和30年3月31日 越路町                   | 越路町                                | 平成17年4月1日 長岡市に編入  | 長岡市   |
| 古志郡西野村           | 古志郡西野村           | 古志郡西野村                   | 古志郡西野村                   | 中野島村                   | 明治34年11月1日 来迎寺村               | 来迎寺村                             | 来迎寺村                     | 昭和30年3月31日 越路町         | 昭和30年3月31日 越路町                   | 越路町                                | 平成17年4月1日 長岡市に編入  | 長岡市   |
| 古志郡北野外新田       | 古志郡北野外新田       | 古志郡北野外新田               | 古志郡北野外新田               | 中野島村                   | 明治34年11月1日 来迎寺村               | 来迎寺村                             | 来迎寺村                     | 昭和30年3月31日 越路町         | 昭和30年3月31日 越路町                   | 越路町                                | 平成17年4月1日 長岡市に編入  | 長岡市   |
| 中島村新田             | 中島村新田             | 中島村新田                     | 中島村新田                     | 中野島村                   | 明治34年11月1日 来迎寺村               | 来迎寺村                             | 来迎寺村                     | 昭和30年3月31日 越路町         | 昭和30年3月31日 越路町                   | 越路町                                | 平成17年4月1日 長岡市に編入  | 長岡市   |
| 篠花村                 | 篠花村                 | 篠花村                         | 篠花村                         | 中野島村                   | 明治34年11月1日 来迎寺村               | 来迎寺村                             | 来迎寺村                     | 昭和30年3月31日 越路町         | 昭和30年3月31日 越路町                   | 越路町                                | 平成17年4月1日 長岡市に編入  | 長岡市   |
| 飯島村                 | 飯島村                 | 飯島村                         | 飯島村                         | 中野島村                   | 明治34年11月1日 来迎寺村               | 来迎寺村                             | 来迎寺村                     | 昭和30年3月31日 越路町         | 昭和30年3月31日 越路町                   | 越路町                                | 平成17年4月1日 長岡市に編入  | 長岡市   |
| 南島新田               | 南島新田               | 南島新田                       | 南島新田                       | 中野島村                   | 明治34年11月1日 来迎寺村               | 来迎寺村                             | 来迎寺村                     | 昭和30年3月31日 越路町         | 昭和30年3月31日 越路町                   | 越路町                                | 平成17年4月1日 長岡市に編入  | 長岡市   |
| 飯島善兵衛古新田       | 飯島善兵衛古新田       | 飯島善兵衛古新田               | 飯島善兵衛古新田               | 中野島村                   | 明治34年11月1日 来迎寺村               | 来迎寺村                             | 来迎寺村                     | 昭和30年3月31日 越路町         | 昭和30年3月31日 越路町                   | 越路町                                | 平成17年4月1日 長岡市に編入  | 長岡市   |
| 中沢外新田             | 中沢外新田             | 中沢外新田                     | 明治13年 改称 中沢村           | 中野島村                   | 明治34年11月1日 来迎寺村               | 来迎寺村                             | 来迎寺村                     | 昭和30年3月31日 越路町         | 昭和30年3月31日 越路町                   | 越路町                                | 平成17年4月1日 長岡市に編入  | 長岡市   |
| 来迎寺村               | 来迎寺村               | 来迎寺村                       | 明治18年 来迎寺村              | 来迎寺村                   | 明治34年11月1日 来迎寺村               | 来迎寺村                             | 来迎寺村                     | 昭和30年3月31日 越路町         | 昭和30年3月31日 越路町                   | 越路町                                | 平成17年4月1日 長岡市に編入  | 長岡市   |
| 安左衛門新田           | 安左衛門新田           | 安左衛門新田                   | 明治18年 来迎寺村              | 来迎寺村                   | 明治34年11月1日 来迎寺村               | 来迎寺村                             | 来迎寺村                     | 昭和30年3月31日 越路町         | 昭和30年3月31日 越路町                   | 越路町                                | 平成17年4月1日 長岡市に編入  | 長岡市   |
| 朝日村                 | 朝日村                 | 朝日村                         | 朝日村                         | 来迎寺村                   | 明治34年11月1日 来迎寺村               | 来迎寺村                             | 来迎寺村                     | 昭和30年3月31日 越路町         | 昭和30年3月31日 越路町                   | 越路町                                | 平成17年4月1日 長岡市に編入  | 長岡市   |
| 浦村                   | 浦村                   | 浦村                           | 浦村                           | 浦村                       | 明治34年11月1日 来迎寺村               | 来迎寺村                             | 来迎寺村                     | 昭和30年3月31日 越路町         | 昭和30年3月31日 越路町                   | 越路町                                | 平成17年4月1日 長岡市に編入  | 長岡市   |
| 道半村                 | 道半村                 | 道半村                         | 道半村                         | 浦村                       | 明治34年11月1日 来迎寺村               | 来迎寺村                             | 来迎寺村                     | 昭和30年3月31日 越路町         | 昭和30年3月31日 越路町                   | 越路町                                | 平成17年4月1日 長岡市に編入  | 長岡市   |
| 宮川外新田             | 宮川外新田             | 宮川外新田                     | 宮川外新田                     | 浦村                       | 明治34年11月1日 来迎寺村               | 来迎寺村                             | 来迎寺村                     | 昭和30年3月31日 越路町         | 昭和30年3月31日 越路町                   | 越路町                                | 平成17年4月1日 長岡市に編入  | 長岡市   |
| 青島村                 | 一部                   | 明治12年 所属変更 古志郡青島村 | 明治12年 所属変更 古志郡青島村 | 浦村                       | 明治34年11月1日 来迎寺村               | 来迎寺村                             | 来迎寺村                     | 昭和30年3月31日 越路町         | 昭和30年3月31日 越路町                   | 越路町                                | 平成17年4月1日 長岡市に編入  | 長岡市   |
| 青島村                 | 一部を除く             | 明治12年 所属変更 古志郡青島村 | 明治12年 所属変更 古志郡青島村 | 古志郡 前川村              | 明治34年11月1日 古志郡上組村           | 昭和23年5月3日 町制改称 古志郡宮内町 | 昭和29年3月1日 長岡市に編入  | 長岡市                         | 長岡市                                   | 長岡市                                | 長岡市                       | 長岡市   |
| 堺村                   | 一部を除く             | 堺村                           | 堺村                           | 古志郡 福戸村              | 古志郡福戸村                           | 古志郡福戸村                         | 昭和29年11月1日 長岡市に編入 | 長岡市                         | 長岡市                                   | 長岡市                                | 長岡市                       | 長岡市   |
| 堺村                   | 一部                   | 堺村                           | 堺村                           | 日越村                     | 日越村                                 | 日越村                               | 昭和29年11月1日 長岡市に編入 | 長岡市                         | 長岡市                                   | 長岡市                                | 長岡市                       | 長岡市   |
| 才津村利右衛門佐兵衛組 | 才津村利右衛門佐兵衛組 | 才津村利右衛門佐兵衛組         | 明治14年 改称 北才津村         | 日越村                     | 日越村                                 | 日越村                               | 昭和29年11月1日 長岡市に編入 | 長岡市                         | 長岡市                                   | 長岡市                                | 長岡市                       | 長岡市   |
| 福山村                 | 福山村                 | 福山村                         | 福山村                         | 日越村                     | 日越村                                 | 日越村                               | 昭和29年11月1日 長岡市に編入 | 長岡市                         | 長岡市                                   | 長岡市                                | 長岡市                       | 長岡市   |
| 喜多村                 | 喜多村                 | 喜多村                         | 喜多村                         | 日越村                     | 日越村                                 | 日越村                               | 昭和29年11月1日 長岡市に編入 | 長岡市                         | 長岡市                                   | 長岡市                                | 長岡市                       | 長岡市   |
| 富安村武右衛門組       | 富安村武右衛門組       | 富安村武右衛門組               | 明治14年 改称 石動村           | 日越村                     | 日越村                                 | 日越村                               | 昭和29年11月1日 長岡市に編入 | 長岡市                         | 長岡市                                   | 長岡市                                | 長岡市                       | 長岡市   |
| 富安村七郎左衛門組     | 富安村七郎左衛門組     | 富安村七郎左衛門組             | 明治16年 改称 富安村           | 日越村                     | 日越村                                 | 日越村                               | 昭和29年11月1日 長岡市に編入 | 長岡市                         | 長岡市                                   | 長岡市                                | 長岡市                       | 長岡市   |
| 上除村                 | 上除村                 | 上除村                         | 明治18年 上除村                | 日越村                     | 日越村                                 | 日越村                               | 昭和29年11月1日 長岡市に編入 | 長岡市                         | 長岡市                                   | 長岡市                                | 長岡市                       | 長岡市   |
| 上除村八郎右衛門古新田 | 上除村八郎右衛門古新田 | 上除村八郎右衛門古新田         | 明治18年 上除村                | 日越村                     | 日越村                                 | 日越村                               | 昭和29年11月1日 長岡市に編入 | 長岡市                         | 長岡市                                   | 長岡市                                | 長岡市                       | 長岡市   |
| 大矢新田               | 大矢新田               | 大矢新田                       | 明治18年 上除村                | 日越村                     | 日越村                                 | 日越村                               | 昭和29年11月1日 長岡市に編入 | 長岡市                         | 長岡市                                   | 長岡市                                | 長岡市                       | 長岡市   |
| 弓新田                 | 弓新田                 | 弓新田                         | 明治18年 上除村                | 日越村                     | 日越村                                 | 日越村                               | 昭和29年11月1日 長岡市に編入 | 長岡市                         | 長岡市                                   | 長岡市                                | 長岡市                       | 長岡市   |
| 牛ヶ頭新田             | 牛ヶ頭新田             | 牛ヶ頭新田                     | 明治18年 上除村                | 日越村                     | 日越村                                 | 日越村                               | 昭和29年11月1日 長岡市に編入 | 長岡市                         | 長岡市                                   | 長岡市                                | 長岡市                       | 長岡市   |
| 宝地村                 | 宝地村                 | 宝地村                         | 宝地村                         | 日越村                     | 日越村                                 | 日越村                               | 昭和29年11月1日 長岡市に編入 | 長岡市                         | 長岡市                                   | 長岡市                                | 長岡市                       | 長岡市   |
| 峰新田                 | 峰新田                 | 峰新田                         | 峰新田                         | 日越村                     | 日越村                                 | 日越村                               | 昭和29年11月1日 長岡市に編入 | 長岡市                         | 長岡市                                   | 長岡市                                | 長岡市                       | 長岡市   |
| 原新田                 | 原新田                 | 原新田                         | 原新田                         | 日越村                     | 日越村                                 | 日越村                               | 昭和29年11月1日 長岡市に編入 | 長岡市                         | 長岡市                                   | 長岡市                                | 長岡市                       | 長岡市   |
| 矢島新田               | 矢島新田               | 矢島新田                       | 矢島新田                       | 日越村                     | 日越村                                 | 日越村                               | 昭和29年11月1日 長岡市に編入 | 長岡市                         | 長岡市                                   | 長岡市                                | 長岡市                       | 長岡市   |
| 古志郡高瀬村           | 古志郡高瀬村           | 古志郡高瀬村                   | 古志郡高瀬村                   | 日越村                     | 日越村                                 | 日越村                               | 昭和29年11月1日 長岡市に編入 | 長岡市                         | 長岡市                                   | 長岡市                                | 長岡市                       | 長岡市   |
| 古志郡高瀬作十郎古新田 | 古志郡高瀬作十郎古新田 | 古志郡高瀬作十郎古新田         | 古志郡高瀬作十郎古新田         | 日越村                     | 日越村                                 | 日越村                               | 昭和29年11月1日 長岡市に編入 | 長岡市                         | 長岡市                                   | 長岡市                                | 長岡市                       | 長岡市   |
| 古志郡五本柳村古新田   | 古志郡五本柳村古新田   | 古志郡五本柳村古新田           | 古志郡五本柳村古新田           | 日越村                     | 日越村                                 | 日越村                               | 昭和29年11月1日 長岡市に編入 | 長岡市                         | 長岡市                                   | 長岡市                                | 長岡市                       | 長岡市   |
| 古志郡雨池村           | 古志郡雨池村           | 古志郡雨池村                   | 古志郡雨池村                   | 日越村                     | 日越村                                 | 日越村                               | 昭和29年11月1日 長岡市に編入 | 長岡市                         | 長岡市                                   | 長岡市                                | 長岡市                       | 長岡市   |
| 古志郡前野村古新田     | 古志郡前野村古新田     | 古志郡前野村古新田             | 古志郡前野村古新田             | 日越村                     | 日越村                                 | 日越村                               | 昭和29年11月1日 長岡市に編入 | 長岡市                         | 長岡市                                   | 長岡市                                | 長岡市                       | 長岡市   |
| 古志郡寺宝村           | 古志郡寺宝村           | 古志郡寺宝村                   | 古志郡寺宝村                   | 王寺川村                   | 王寺川村                               | 王寺川村                             | 昭和29年11月1日 長岡市に編入 | 長岡市                         | 長岡市                                   | 長岡市                                | 長岡市                       | 長岡市   |
| 古志郡能下古新田       | 古志郡能下古新田       | 古志郡能下古新田               | 古志郡能下古新田               | 王寺川村                   | 王寺川村                               | 王寺川村                             | 昭和29年11月1日 長岡市に編入 | 長岡市                         | 長岡市                                   | 長岡市                                | 長岡市                       | 長岡市   |
| 王番田村               | 王番田村               | 明治8年 王番田村               | 明治8年 王番田村               | 王寺川村                   | 王寺川村                               | 王寺川村                             | 昭和29年11月1日 長岡市に編入 | 長岡市                         | 長岡市                                   | 長岡市                                | 長岡市                       | 長岡市   |
| 王番田弥兵衛組         |                        | 明治8年 王番田村               | 明治8年 王番田村               | 王寺川村                   | 王寺川村                               | 王寺川村                             | 昭和29年11月1日 長岡市に編入 | 長岡市                         | 長岡市                                   | 長岡市                                | 長岡市                       | 長岡市   |
| 河根川村               | 河根川村               | 河根川村                       | 河根川村                       | 王寺川村                   | 王寺川村                               | 王寺川村                             | 昭和29年11月1日 長岡市に編入 | 長岡市                         | 長岡市                                   | 長岡市                                | 長岡市                       | 長岡市   |
| 鍛冶新田               | 鍛冶新田               | 明治9年 深沢村                 | 明治9年 深沢村                 | 深沢村                     | 明治34年11月1日 深才村                 | 深才村                               | 昭和29年5月1日 長岡市に編入  | 長岡市                         | 長岡市                                   | 長岡市                                | 長岡市                       | 長岡市   |
| 深沢村五郎八組         |                        | 明治9年 深沢村                 | 明治9年 深沢村                 | 深沢村                     | 明治34年11月1日 深才村                 | 深才村                               | 昭和29年5月1日 長岡市に編入  | 長岡市                         | 長岡市                                   | 長岡市                                | 長岡市                       | 長岡市   |
| 深沢村九左衛門組       |                        | 明治9年 深沢村                 | 明治9年 深沢村                 | 深沢村                     | 明治34年11月1日 深才村                 | 深才村                               | 昭和29年5月1日 長岡市に編入  | 長岡市                         | 長岡市                                   | 長岡市                                | 長岡市                       | 長岡市   |
| 深沢村茂兵衛組         |                        | 明治9年 深沢村                 | 明治9年 深沢村                 | 深沢村                     | 明治34年11月1日 深才村                 | 深才村                               | 昭和29年5月1日 長岡市に編入  | 長岡市                         | 長岡市                                   | 長岡市                                | 長岡市                       | 長岡市   |
| 親沢村                 | 親沢村                 | 親沢村                         | 親沢村                         | 深沢村                     | 明治34年11月1日 深才村                 | 深才村                               | 昭和29年5月1日 長岡市に編入  | 長岡市                         | 長岡市                                   | 長岡市                                | 長岡市                       | 長岡市   |
| 富岡村                 | 富岡村                 | 明治12年 改称 上富岡村         | 明治12年 改称 上富岡村         | 才津村                     | 明治34年11月1日 深才村                 | 深才村                               | 昭和29年5月1日 長岡市に編入  | 長岡市                         | 長岡市                                   | 長岡市                                | 長岡市                       | 長岡市   |
| 福田村                 | 福田村                 | 福田村                         | 福田村                         | 才津村                     | 明治34年11月1日 深才村                 | 深才村                               | 昭和29年5月1日 長岡市に編入  | 長岡市                         | 長岡市                                   | 長岡市                                | 長岡市                       | 長岡市   |
| 才津村与右衛門善助組   | 才津村与右衛門善助組   | 明治6年 才津村                 | 明治6年 才津村                 | 才津村                     | 明治34年11月1日 深才村                 | 深才村                               | 昭和29年5月1日 長岡市に編入  | 長岡市                         | 長岡市                                   | 長岡市                                | 長岡市                       | 長岡市   |
| 安田村                 |                        | 明治6年 才津村                 | 明治6年 才津村                 | 才津村                     | 明治34年11月1日 深才村                 | 深才村                               | 昭和29年5月1日 長岡市に編入  | 長岡市                         | 長岡市                                   | 長岡市                                | 長岡市                       | 長岡市   |
| 才津村勘兵衛組         | 才津村勘兵衛組         | 才津村勘兵衛組                 | 明治18年 改称 勘兵村           | 才津村                     | 明治34年11月1日 深才村                 | 深才村                               | 昭和29年5月1日 長岡市に編入  | 長岡市                         | 長岡市                                   | 長岡市                                | 長岡市                       | 長岡市   |
| 下山村                 | 下山村                 | 下山村                         | 下山村                         | 大島村                     | 明治34年11月1日 深才村                 | 深才村                               | 昭和29年5月1日 長岡市に編入  | 長岡市                         | 長岡市                                   | 長岡市                                | 長岡市                       | 長岡市   |
| 北山村古新田           | 一部                   | 北山村古新田                   | 北山村古新田                   | 大島村                     | 明治34年11月1日 深才村                 | 深才村                               | 昭和29年5月1日 長岡市に編入  | 長岡市                         | 長岡市                                   | 長岡市                                | 長岡市                       | 長岡市   |
| 北山村古新田           | 一部                   | 北山村古新田                   | 北山村古新田                   | 大島村                     | 明治34年11月1日 深才村                 | 昭和23年4月1日 長岡市に編入          | 長岡市                       | 長岡市                         | 長岡市                                   | 長岡市                                | 長岡市                       | 長岡市   |
| 岡村古新田             | 岡村古新田             | 岡村古新田                     | 岡村古新田                     | 大島村                     | 明治34年11月1日 深才村                 | 昭和23年4月1日 長岡市に編入          | 長岡市                       | 長岡市                         | 長岡市                                   | 長岡市                                | 長岡市                       | 長岡市   |
| 本大島村               | 本大島村               | 本大島村                       | 本大島村                       | 大島村                     | 明治34年11月1日 深才村                 | 昭和23年4月1日 長岡市に編入          | 長岡市                       | 長岡市                         | 長岡市                                   | 長岡市                                | 長岡市                       | 長岡市   |
| 下除村                 | 下除村                 | 下除村                         | 下除村                         | 関原村                     | 関原村                                 | 昭和9年4月1日 町制 関原町            | 関原町                       | 関原町                         | 関原町                                   | 昭和32年10月1日 長岡市に編入          | 長岡市                       | 長岡市   |
| 五反田村               | 五反田村               | 五反田村                       | 五反田村                       | 関原村                     | 関原村                                 | 昭和9年4月1日 町制 関原町            | 関原町                       | 関原町                         | 関原町                                   | 昭和32年10月1日 長岡市に編入          | 長岡市                       | 長岡市   |
| 駒村新田               | 駒村新田               | 駒村新田                       | 明治18年 高頭村                | 関原村                     | 関原村                                 | 昭和9年4月1日 町制 関原町            | 関原町                       | 関原町                         | 関原町                                   | 昭和32年10月1日 長岡市に編入          | 長岡市                       | 長岡市   |
| 牛ヶ頭村               | 牛ヶ頭村               | 牛ヶ頭村                       | 明治18年 高頭村                | 関原村                     | 関原村                                 | 昭和9年4月1日 町制 関原町            | 関原町                       | 関原町                         | 関原町                                   | 昭和32年10月1日 長岡市に編入          | 長岡市                       | 長岡市   |
| 牛ヶ頭新田             | 牛ヶ頭新田             | 明治初年 改称 南牛ヶ頭新田     | 明治初年 改称 南牛ヶ頭新田     | 関原村                     | 関原村                                 | 昭和9年4月1日 町制 関原町            | 関原町                       | 関原町                         | 関原町                                   | 昭和32年10月1日 長岡市に編入          | 長岡市                       | 長岡市   |
| 関原村                 | 関原村                 | 関原村                         | 関原村                         | 関原村                     | 関原村                                 | 昭和9年4月1日 町制 関原町            | 関原町                       | 関原町                         | 関原町                                   | 昭和32年10月1日 長岡市に編入          | 長岡市                       | 長岡市   |
| 五反田新田             | 五反田新田             | 五反田新田                     | 明治18年 西関原村              | 関原村                     | 関原村                                 | 昭和9年4月1日 町制 関原町            | 関原町                       | 関原町                         | 関原町                                   | 昭和32年10月1日 長岡市に編入          | 長岡市                       | 長岡市   |
| 白鳥新田               | 白鳥新田               | 白鳥新田                       | 明治18年 西関原村              | 関原村                     | 関原村                                 | 昭和9年4月1日 町制 関原町            | 関原町                       | 関原町                         | 関原町                                   | 昭和32年10月1日 長岡市に編入          | 長岡市                       | 長岡市   |
| 白鳥村                 | 白鳥村                 | 白鳥村                         | 白鳥村                         | 関原村                     | 関原村                                 | 昭和9年4月1日 町制 関原町            | 関原町                       | 関原町                         | 関原町                                   | 昭和32年10月1日 長岡市に編入          | 長岡市                       | 長岡市   |
| 雲出村                 | 雲出村                 | 雲出村                         | 雲出村                         | 日吉村                     | 日吉村                                 | 日吉村                               | 日吉村                       | 日吉村                         | 昭和31年9月30日 関原町に編入             | 昭和32年10月1日 長岡市に編入          | 長岡市                       | 長岡市   |
| 鳥越村                 | 鳥越村                 | 鳥越村                         | 明治18年 鳥越村                | 日吉村                     | 日吉村                                 | 日吉村                               | 日吉村                       | 日吉村                         | 昭和31年9月30日 三島町に編入             | 三島町                                | 平成17年4月1日 長岡市に編入  | 長岡市   |
| 下村古料               | 下村古料               | 下村古料                       | 明治18年 鳥越村                | 日吉村                     | 日吉村                                 | 日吉村                               | 日吉村                       | 日吉村                         | 昭和31年9月30日 三島町に編入             | 三島町                                | 平成17年4月1日 長岡市に編入  | 長岡市   |
| 下村新料               | 下村新料               | 下村新料                       | 明治18年 鳥越村                | 日吉村                     | 日吉村                                 | 日吉村                               | 日吉村                       | 日吉村                         | 昭和31年9月30日 三島町に編入             | 三島町                                | 平成17年4月1日 長岡市に編入  | 長岡市   |
| 七日市村               | 七日市村               | 七日市村                       | 七日市村                       | 日吉村                     | 日吉村                                 | 日吉村                               | 日吉村                       | 日吉村                         | 昭和31年9月30日 三島町に編入             | 三島町                                | 平成17年4月1日 長岡市に編入  | 長岡市   |
| 脇野町村               | 脇野町村               | 脇野町村                       | 脇野町村                       | 脇野町村                   | 明治34年11月1日 脇野町村               | 昭和9年11月1日 町制 脇野町           | 脇野町                       | 昭和30年3月31日 三島町         | 昭和30年3月31日 三島町                   | 三島町                                | 平成17年4月1日 長岡市に編入  | 長岡市   |
| 吉崎村                 | 吉崎村                 | 吉崎村                         | 吉崎村                         | 脇野町村                   | 明治34年11月1日 脇野町村               | 昭和9年11月1日 町制 脇野町           | 脇野町                       | 昭和30年3月31日 三島町         | 昭和30年3月31日 三島町                   | 三島町                                | 平成17年4月1日 長岡市に編入  | 長岡市   |
| 上岩井村               | 上岩井村               | 上岩井村                       | 上岩井村                       | 上岩井村                   | 明治34年11月1日 脇野町村               | 昭和9年11月1日 町制 脇野町           | 脇野町                       | 昭和30年3月31日 三島町         | 昭和30年3月31日 三島町                   | 三島町                                | 平成17年4月1日 長岡市に編入  | 長岡市   |
| 葛蒲新田               | 葛蒲新田               | 葛蒲新田                       | 葛蒲新田                       | 上岩井村                   | 明治34年11月1日 脇野町村               | 昭和9年11月1日 町制 脇野町           | 脇野町                       | 昭和30年3月31日 三島町         | 昭和30年3月31日 三島町                   | 三島町                                | 平成17年4月1日 長岡市に編入  | 長岡市   |
| 鳥雲新田               | 鳥雲新田               | 鳥雲新田                       | 鳥雲新田                       | 上岩井村                   | 明治34年11月1日 脇野町村               | 昭和9年11月1日 町制 脇野町           | 脇野町                       | 昭和30年3月31日 三島町         | 昭和30年3月31日 三島町                   | 三島町                                | 平成17年4月1日 長岡市に編入  | 長岡市   |
| 瓜生村                 | 瓜生村                 | 瓜生村                         | 瓜生村                         | 吉川村                     | 明治34年11月1日 脇野町村               | 昭和9年11月1日 町制 脇野町           | 脇野町                       | 昭和30年3月31日 三島町         | 昭和30年3月31日 三島町                   | 三島町                                | 平成17年4月1日 長岡市に編入  | 長岡市   |
| 瓜生権六新田           | 瓜生権六新田           | 瓜生権六新田                   | 瓜生権六新田                   | 吉川村                     | 明治34年11月1日 脇野町村               | 昭和9年11月1日 町制 脇野町           | 脇野町                       | 昭和30年3月31日 三島町         | 昭和30年3月31日 三島町                   | 三島町                                | 平成17年4月1日 長岡市に編入  | 長岡市   |
| 瓜生市郎右衛門新田     | 瓜生市郎右衛門新田     | 瓜生市郎右衛門新田             | 瓜生市郎右衛門新田             | 吉川村                     | 明治34年11月1日 脇野町村               | 昭和9年11月1日 町制 脇野町           | 脇野町                       | 昭和30年3月31日 三島町         | 昭和30年3月31日 三島町                   | 三島町                                | 平成17年4月1日 長岡市に編入  | 長岡市   |
| 下河根川村             | 下河根川村             | 下河根川村                     | 下河根川村                     | 吉川村                     | 明治34年11月1日 脇野町村               | 昭和9年11月1日 町制 脇野町           | 脇野町                       | 昭和30年3月31日 三島町         | 昭和30年3月31日 三島町                   | 三島町                                | 平成17年4月1日 長岡市に編入  | 長岡市   |
| 脇野町新田             | 脇野町新田             | 脇野町新田                     | 明治19年 大野村                | 吉川村                     | 明治34年11月1日 脇野町村               | 昭和9年11月1日 町制 脇野町           | 脇野町                       | 昭和30年3月31日 三島町         | 昭和30年3月31日 三島町                   | 三島町                                | 平成17年4月1日 長岡市に編入  | 長岡市   |
| 大野新田               | 大野新田               | 大野新田                       | 明治19年 大野村                | 吉川村                     | 明治34年11月1日 脇野町村               | 昭和9年11月1日 町制 脇野町           | 脇野町                       | 昭和30年3月31日 三島町         | 昭和30年3月31日 三島町                   | 三島町                                | 平成17年4月1日 長岡市に編入  | 長岡市   |
| 中条村                 | 中条村                 | 明治12年 改称 中中条村         | 明治19年 改称 中条村           | 吉川村                     | 明治34年11月1日 脇野町村               | 昭和9年11月1日 町制 脇野町           | 脇野町                       | 昭和30年3月31日 三島町         | 昭和30年3月31日 三島町                   | 三島町                                | 平成17年4月1日 長岡市に編入  | 長岡市   |
| 新保村                 | 新保村                 | 新保村                         | 新保村                         | 吉川村                     | 明治34年11月1日 脇野町村               | 昭和9年11月1日 町制 脇野町           | 脇野町                       | 昭和30年3月31日 三島町         | 昭和30年3月31日 三島町                   | 三島町                                | 平成17年4月1日 長岡市に編入  | 長岡市   |
| 蓮花寺村               | 蓮花寺村               | 蓮花寺村                       | 蓮花寺村                       | 天津村                     | 明治34年11月1日 大津村                 | 大津村                               | 大津村                       | 昭和30年3月31日 三島町         | 昭和30年3月31日 三島町                   | 三島町                                | 平成17年4月1日 長岡市に編入  | 長岡市   |
| 中永村                 | 中永村                 | 中永村                         | 中永村                         | 天津村                     | 明治34年11月1日 大津村                 | 大津村                               | 大津村                       | 昭和30年3月31日 三島町         | 昭和30年3月31日 三島町                   | 三島町                                | 平成17年4月1日 長岡市に編入  | 長岡市   |
| 上条村                 | 上条村                 | 上条村                         | 上条村                         | 天津村                     | 明治34年11月1日 大津村                 | 大津村                               | 大津村                       | 昭和30年3月31日 三島町         | 昭和30年3月31日 三島町                   | 三島町                                | 平成17年4月1日 長岡市に編入  | 長岡市   |
| 逆谷村                 | 逆谷村                 | 逆谷村                         | 逆谷村                         | 天津村                     | 明治34年11月1日 大津村                 | 大津村                               | 大津村                       | 昭和30年3月31日 三島町         | 昭和30年3月31日 三島町                   | 三島町                                | 平成17年4月1日 長岡市に編入  | 長岡市   |
| 気比宮村               | 気比宮村               | 気比宮村                       | 気比宮村                       | 天津村                     | 明治34年11月1日 大津村                 | 大津村                               | 大津村                       | 昭和30年3月31日 三島町         | 昭和30年3月31日 三島町                   | 三島町                                | 平成17年4月1日 長岡市に編入  | 長岡市   |
| 藤川村                 | 藤川村                 | 藤川村                         | 藤川村                         | 大都村                     | 明治34年11月1日 大津村                 | 大津村                               | 大津村                       | 昭和30年3月31日 三島町         | 昭和30年3月31日 三島町                   | 三島町                                | 平成17年4月1日 長岡市に編入  | 長岡市   |
| 宮沢村                 | 宮沢村                 | 宮沢村                         | 宮沢村                         | 大都村                     | 明治34年11月1日 大津村                 | 大津村                               | 大津村                       | 昭和30年3月31日 三島町         | 昭和30年3月31日 三島町                   | 三島町                                | 平成17年4月1日 長岡市に編入  | 長岡市   |
| 槙原村                 | 槙原村                 | 槙原村                         | 槙原村                         | 大都村                     | 明治34年11月1日 大津村                 | 大津村                               | 大津村                       | 昭和30年3月31日 与板町         | 昭和30年3月31日 与板町                   | 与板町                                | 平成18年1月1日 長岡市に編入  | 長岡市   |
| 山沢村                 | 山沢村                 | 山沢村                         | 山沢村                         | 大都村                     | 明治34年11月1日 大津村                 | 大津村                               | 大津村                       | 昭和30年3月31日 与板町         | 昭和30年3月31日 与板町                   | 与板町                                | 平成18年1月1日 長岡市に編入  | 長岡市   |
| 中田村                 | 中田村                 | 中田村                         | 中田村                         | 黒川村                     | 黒川村                                 | 黒川村                               | 黒川村                       | 昭和30年3月31日 与板町         | 昭和30年3月31日 与板町                   | 与板町                                | 平成18年1月1日 長岡市に編入  | 長岡市   |
| 中村                   | 中村                   | 明治12年 改称 南中村           | 明治12年 改称 南中村           | 黒川村                     | 黒川村                                 | 黒川村                               | 黒川村                       | 昭和30年3月31日 与板町         | 昭和30年3月31日 与板町                   | 与板町                                | 平成18年1月1日 長岡市に編入  | 長岡市   |
| 吉津村                 | 吉津村                 | 吉津村                         | 吉津村                         | 黒川村                     | 黒川村                                 | 黒川村                               | 黒川村                       | 昭和30年3月31日 与板町         | 昭和30年3月31日 与板町                   | 与板町                                | 平成18年1月1日 長岡市に編入  | 長岡市   |
| 蔦都新田村             | 蔦都新田村             | 蔦都新田村                     | 明治19年 改称 蔦都村           | 黒川村                     | 黒川村                                 | 黒川村                               | 黒川村                       | 昭和30年3月31日 与板町         | 昭和30年3月31日 与板町                   | 与板町                                | 平成18年1月1日 長岡市に編入  | 長岡市   |
| 広野村                 | 広野村                 | 広野村                         | 広野村                         | 黒川村                     | 黒川村                                 | 黒川村                               | 黒川村                       | 昭和30年3月31日 与板町         | 昭和30年3月31日 与板町                   | 与板町                                | 平成18年1月1日 長岡市に編入  | 長岡市   |
| 古志郡古川新田         | 古志郡古川新田         | 明治12年 所属変更 古川新田     | 明治12年 所属変更 古川新田     | 黒川村                     | 黒川村                                 | 黒川村                               | 黒川村                       | 昭和30年3月31日 与板町         | 昭和30年3月31日 与板町                   | 与板町                                | 平成18年1月1日 長岡市に編入  | 長岡市   |
| 成沢村                 | 成沢村                 | 成沢村                         | 成沢村                         | 黒川村                     | 黒川村                                 | 黒川村                               | 黒川村                       | 昭和30年3月31日 与板町         | 昭和30年3月31日 与板町                   | 昭和35年4月1日 長岡市に編入           | 長岡市                       | 長岡市   |
| 東宮本村               | 東宮本村               | 明治5年 宮本村                 | 明治5年 宮本村                 | 宮本村                     | 宮本村                                 | 宮本村                               | 宮本村                       | 宮本村                         | 昭和31年9月30日 二和村                   | 昭和35年9月1日 長岡市に編入           | 長岡市                       | 長岡市   |
| 西宮本村               |                        | 明治5年 宮本村                 | 明治5年 宮本村                 | 宮本村                     | 宮本村                                 | 宮本村                               | 宮本村                       | 宮本村                         | 昭和31年9月30日 二和村                   | 昭和35年9月1日 長岡市に編入           | 長岡市                       | 長岡市   |
| 西宮本新田             |                        | 明治5年 宮本村                 | 明治5年 宮本村                 | 宮本村                     | 宮本村                                 | 宮本村                               | 宮本村                       | 宮本村                         | 昭和31年9月30日 二和村                   | 昭和35年9月1日 長岡市に編入           | 長岡市                       | 長岡市   |
| 堀ノ内村               | 堀ノ内村               | 堀ノ内村                       | 堀ノ内村                       | 宮本村                     | 宮本村                                 | 宮本村                               | 宮本村                       | 宮本村                         | 昭和31年9月30日 二和村                   | 昭和35年9月1日 長岡市に編入           | 長岡市                       | 長岡市   |
| 東方村                 | 東方村                 | 東方村                         | 東方村                         | 宮本村                     | 宮本村                                 | 宮本村                               | 宮本村                       | 宮本村                         | 昭和31年9月30日 二和村                   | 昭和35年9月1日 長岡市に編入           | 長岡市                       | 長岡市   |
| 三町田村               | 三町田村               | 三町田村                       | 三町田村                       | 大積村                     | 大積村                                 | 大積村                               | 大積村                       | 大積村                         | 昭和31年9月30日 二和村                   | 昭和35年9月1日 長岡市に編入           | 長岡市                       | 長岡市   |
| 善間村                 | 善間村                 | 善間村                         | 善間村                         | 大積村                     | 大積村                                 | 大積村                               | 大積村                       | 大積村                         | 昭和31年9月30日 二和村                   | 昭和35年9月1日 長岡市に編入           | 長岡市                       | 長岡市   |
| 三島谷村               | 三島谷村               | 三島谷村                       | 三島谷村                       | 大積村                     | 大積村                                 | 大積村                               | 大積村                       | 大積村                         | 昭和31年9月30日 二和村                   | 昭和35年9月1日 長岡市に編入           | 長岡市                       | 長岡市   |
| 大日村                 | 大日村                 | 明治9年 大村                   | 明治9年 大村                   | 大積村                     | 大積村                                 | 大積村                               | 大積村                       | 大積村                         | 昭和31年9月30日 二和村                   | 昭和35年9月1日 長岡市に編入           | 長岡市                       | 長岡市   |
| 大積村                 |                        | 明治9年 大村                   | 明治9年 大村                   | 大積村                     | 大積村                                 | 大積村                               | 大積村                       | 大積村                         | 昭和31年9月30日 二和村                   | 昭和35年9月1日 長岡市に編入           | 長岡市                       | 長岡市   |
| 水梨新田               | 水梨新田               | 水梨新田                       | 水梨新田                       | 大積村                     | 大積村                                 | 大積村                               | 大積村                       | 大積村                         | 昭和31年9月30日 二和村                   | 昭和35年9月1日 長岡市に編入           | 長岡市                       | 長岡市   |
| 灰下村                 | 灰下村                 | 灰下村                         | 灰下村                         | 大積村                     | 大積村                                 | 大積村                               | 大積村                       | 大積村                         | 昭和31年9月30日 二和村                   | 昭和35年9月1日 長岡市に編入           | 長岡市                       | 長岡市   |
| 千本平村               | 千本平村               | 千本平村                       | 千本平村                       | 大積村                     | 大積村                                 | 大積村                               | 大積村                       | 大積村                         | 昭和31年9月30日 二和村                   | 昭和35年9月1日 長岡市に編入           | 長岡市                       | 長岡市   |
| 田代村                 | 田代村                 | 田代村                         | 田代村                         | 大積村                     | 大積村                                 | 大積村                               | 大積村                       | 大積村                         | 昭和31年9月30日 二和村                   | 昭和35年9月1日 長岡市に編入           | 長岡市                       | 長岡市   |
| 寺泊町                 | 寺泊町                 | 寺泊町                         | 寺泊町                         | 寺泊町                     | 明治34年11月1日 寺泊町                 | 寺泊町                               | 寺泊町                       | 寺泊町                         | 寺泊町                                   | 寺泊町                                | 平成18年1月1日 長岡市に編入  | 長岡市   |
| 白岩村                 | 白岩村                 | 白岩村                         | 白岩村                         | 寺泊町                     | 明治34年11月1日 寺泊町                 | 寺泊町                               | 寺泊町                       | 寺泊町                         | 寺泊町                                   | 寺泊町                                | 平成18年1月1日 長岡市に編入  | 長岡市   |
| 京ヶ入新村             | 京ヶ入新村             | 京ヶ入新村                     | 京ヶ入新村                     | 潟村                       | 明治34年11月1日 寺泊町                 | 寺泊町                               | 寺泊町                       | 寺泊町                         | 寺泊町                                   | 寺泊町                                | 平成18年1月1日 長岡市に編入  | 長岡市   |
| 本山新村               | 本山新村               | 本山新村                       | 本山新村                       | 潟村                       | 明治34年11月1日 寺泊町                 | 寺泊町                               | 寺泊町                       | 寺泊町                         | 寺泊町                                   | 寺泊町                                | 平成18年1月1日 長岡市に編入  | 長岡市   |
| 弁才天新村             | 弁才天新村             | 弁才天新村                     | 弁才天新村                     | 潟村                       | 明治34年11月1日 寺泊町                 | 寺泊町                               | 寺泊町                       | 寺泊町                         | 寺泊町                                   | 寺泊町                                | 平成18年1月1日 長岡市に編入  | 長岡市   |
| 川崎新村               | 川崎新村               | 川崎新村                       | 川崎新村                       | 潟村                       | 明治34年11月1日 寺泊町                 | 寺泊町                               | 寺泊町                       | 寺泊町                         | 寺泊町                                   | 寺泊町                                | 平成18年1月1日 長岡市に編入  | 長岡市   |
| 下曽根新村             | 下曽根新村             | 下曽根新村                     | 下曽根新村                     | 潟村                       | 明治34年11月1日 寺泊町                 | 寺泊町                               | 寺泊町                       | 寺泊町                         | 寺泊町                                   | 寺泊町                                | 平成18年1月1日 長岡市に編入  | 長岡市   |
| 中曽根村               | 中曽根村               | 中曽根村                       | 中曽根村                       | 潟村                       | 明治34年11月1日 寺泊町                 | 寺泊町                               | 寺泊町                       | 寺泊町                         | 寺泊町                                   | 寺泊町                                | 平成18年1月1日 長岡市に編入  | 長岡市   |
| 蛇塚村                 | 蛇塚村                 | 蛇塚村                         | 蛇塚村                         | 潟村                       | 明治34年11月1日 寺泊町                 | 寺泊町                               | 寺泊町                       | 寺泊町                         | 寺泊町                                   | 寺泊町                                | 平成18年1月1日 長岡市に編入  | 長岡市   |
| 東川原崎新田           | 東川原崎新田           | 明治10年 当新田                | 明治10年 当新田                | 潟村                       | 明治34年11月1日 寺泊町                 | 寺泊町                               | 寺泊町                       | 寺泊町                         | 寺泊町                                   | 寺泊町                                | 平成18年1月1日 長岡市に編入  | 長岡市   |
| 西川原崎新田           |                        | 明治10年 当新田                | 明治10年 当新田                | 潟村                       | 明治34年11月1日 寺泊町                 | 寺泊町                               | 寺泊町                       | 寺泊町                         | 寺泊町                                   | 寺泊町                                | 平成18年1月1日 長岡市に編入  | 長岡市   |
| 遠矢ヶ崎新田           |                        | 明治10年 当新田                | 明治10年 当新田                | 潟村                       | 明治34年11月1日 寺泊町                 | 寺泊町                               | 寺泊町                       | 寺泊町                         | 寺泊町                                   | 寺泊町                                | 平成18年1月1日 長岡市に編入  | 長岡市   |
| 端口新田               |                        | 明治10年 当新田                | 明治10年 当新田                | 潟村                       | 明治34年11月1日 寺泊町                 | 寺泊町                               | 寺泊町                       | 寺泊町                         | 寺泊町                                   | 寺泊町                                | 平成18年1月1日 長岡市に編入  | 長岡市   |
| 戸崎村                 | 戸崎村                 | 戸崎村                         | 戸崎村                         | 西山村                     | 明治34年11月1日 寺泊町                 | 寺泊町                               | 寺泊町                       | 寺泊町                         | 寺泊町                                   | 寺泊町                                | 平成18年1月1日 長岡市に編入  | 長岡市   |
| 年友村                 | 年友村                 | 年友村                         | 年友村                         | 西山村                     | 明治34年11月1日 寺泊町                 | 寺泊町                               | 寺泊町                       | 寺泊町                         | 寺泊町                                   | 寺泊町                                | 平成18年1月1日 長岡市に編入  | 長岡市   |
| 引岡村                 | 引岡村                 | 引岡村                         | 引岡村                         | 西山村                     | 明治34年11月1日 寺泊町                 | 寺泊町                               | 寺泊町                       | 寺泊町                         | 寺泊町                                   | 寺泊町                                | 平成18年1月1日 長岡市に編入  | 長岡市   |
| 吉村                   | 吉村                   | 吉村                           | 吉村                           | 西山村                     | 明治34年11月1日 寺泊町                 | 寺泊町                               | 寺泊町                       | 寺泊町                         | 寺泊町                                   | 寺泊町                                | 平成18年1月1日 長岡市に編入  | 長岡市   |
| 大地村                 | 大地村                 | 大地村                         | 大地村                         | 西山村                     | 明治34年11月1日 寺泊町                 | 寺泊町                               | 寺泊町                       | 寺泊町                         | 寺泊町                                   | 寺泊町                                | 平成18年1月1日 長岡市に編入  | 長岡市   |
| 円上寺村               | 円上寺村               | 円上寺村                       | 円上寺村                       | 西山村                     | 明治34年11月1日 寺泊町                 | 寺泊町                               | 寺泊町                       | 寺泊町                         | 寺泊町                                   | 寺泊町                                | 平成18年1月1日 長岡市に編入  | 長岡市   |
| 夏戸村                 | 夏戸村                 | 夏戸村                         | 夏戸村                         | 北西越村                   | 明治34年11月1日 寺泊町                 | 寺泊町                               | 寺泊町                       | 寺泊町                         | 寺泊町                                   | 寺泊町                                | 平成18年1月1日 長岡市に編入  | 長岡市   |
| 田頭村                 | 田頭村                 | 田頭村                         | 田頭村                         | 北西越村                   | 明治34年11月1日 寺泊町                 | 寺泊町                               | 寺泊町                       | 寺泊町                         | 寺泊町                                   | 寺泊町                                | 平成18年1月1日 長岡市に編入  | 長岡市   |
| 大和田村               | 大和田村               | 大和田村                       | 大和田村                       | 北西越村                   | 明治34年11月1日 寺泊町                 | 寺泊町                               | 寺泊町                       | 寺泊町                         | 寺泊町                                   | 寺泊町                                | 平成18年1月1日 長岡市に編入  | 長岡市   |
| 郷本村                 | 郷本村                 | 郷本村                         | 郷本村                         | 北西越村                   | 明治34年11月1日 寺泊町                 | 寺泊町                               | 寺泊町                       | 寺泊町                         | 寺泊町                                   | 寺泊町                                | 平成18年1月1日 長岡市に編入  | 長岡市   |
| 山田村                 | 山田村                 | 山田村                         | 山田村                         | 北西越村                   | 明治34年11月1日 寺泊町                 | 寺泊町                               | 寺泊町                       | 寺泊町                         | 寺泊町                                   | 寺泊町                                | 平成18年1月1日 長岡市に編入  | 長岡市   |
| 志戸橋村               | 志戸橋村               | 志戸橋村                       | 志戸橋村                       | 北西越村                   | 明治34年11月1日 寺泊町                 | 寺泊町                               | 寺泊町                       | 寺泊町                         | 寺泊町                                   | 寺泊町                                | 平成18年1月1日 長岡市に編入  | 長岡市   |
| 明ヶ谷村               | 明ヶ谷村               | 明ヶ谷村                       | 明ヶ谷村                       | 北西越村                   | 明治34年11月1日 寺泊町                 | 寺泊町                               | 寺泊町                       | 寺泊町                         | 寺泊町                                   | 寺泊町                                | 平成18年1月1日 長岡市に編入  | 長岡市   |
| 松田村                 | 松田村                 | 松田村                         | 松田村                         | 北西越村                   | 明治34年11月1日 寺泊町                 | 寺泊町                               | 寺泊町                       | 寺泊町                         | 寺泊町                                   | 寺泊町                                | 平成18年1月1日 長岡市に編入  | 長岡市   |
| 野積村                 | 野積村                 | 野積村                         | 野積村                         | 野積村                     | 明治34年11月1日 寺泊町                 | 寺泊町                               | 寺泊町                       | 寺泊町                         | 寺泊町                                   | 寺泊町                                | 平成18年1月1日 長岡市に編入  | 長岡市   |
| 竹森村                 | 竹森村                 | 竹森村                         | 竹森村                         | 下桐原村                   | 明治34年11月1日 大河津村               | 大河津村                             | 大河津村                     | 大河津村                       | 昭和32年6月20日 寺泊町に編入             | 寺泊町                                | 平成18年1月1日 長岡市に編入  | 長岡市   |
| 小豆曽根村             | 小豆曽根村             | 小豆曽根村                     | 小豆曽根村                     | 下桐原村                   | 明治34年11月1日 大河津村               | 大河津村                             | 大河津村                     | 大河津村                       | 昭和32年6月20日 寺泊町に編入             | 寺泊町                                | 平成18年1月1日 長岡市に編入  | 長岡市   |
| 鰐口村                 | 鰐口村                 | 鰐口村                         | 鰐口村                         | 下桐原村                   | 明治34年11月1日 大河津村               | 大河津村                             | 大河津村                     | 大河津村                       | 昭和32年6月20日 寺泊町に編入             | 寺泊町                                | 平成18年1月1日 長岡市に編入  | 長岡市   |
| 下桐村                 | 下桐村                 | 下桐村                         | 下桐村                         | 下桐原村                   | 明治34年11月1日 大河津村               | 大河津村                             | 大河津村                     | 大河津村                       | 昭和32年6月20日 寺泊町に編入             | 寺泊町                                | 平成18年1月1日 長岡市に編入  | 長岡市   |
| 硲田村                 | 硲田村                 | 硲田村                         | 硲田村                         | 下桐原村                   | 明治34年11月1日 大河津村               | 大河津村                             | 大河津村                     | 大河津村                       | 昭和32年6月20日 寺泊町に編入             | 寺泊町                                | 平成18年1月1日 長岡市に編入  | 長岡市   |
| 木島村                 | 木島村                 | 木島村                         | 木島村                         | 下桐原村                   | 明治34年11月1日 大河津村               | 大河津村                             | 大河津村                     | 大河津村                       | 昭和32年6月20日 寺泊町に編入             | 寺泊町                                | 平成18年1月1日 長岡市に編入  | 長岡市   |
| 五分一村               | 五分一村               | 五分一村                       | 五分一村                       | 下桐原村                   | 明治34年11月1日 大河津村               | 大河津村                             | 大河津村                     | 大河津村                       | 昭和32年6月20日 寺泊町に編入             | 寺泊町                                | 平成18年1月1日 長岡市に編入  | 長岡市   |
| 有信村                 | 有信村                 | 有信村                         | 有信村                         | 下桐原村                   | 明治34年11月1日 大河津村               | 大河津村                             | 大河津村                     | 大河津村                       | 昭和32年6月20日 寺泊町に編入             | 寺泊町                                | 平成18年1月1日 長岡市に編入  | 長岡市   |
| 新庄村                 | 一部                   | 明治6年 新長村                 | 明治6年 新長村                 | 下桐原村                   | 明治34年11月1日 大河津村               | 大河津村                             | 大河津村                     | 大河津村                       | 昭和32年6月20日 寺泊町に編入             | 寺泊町                                | 平成18年1月1日 長岡市に編入  | 長岡市   |
| 新庄村                 | 一部                   | 明治6年 新長村                 | 明治6年 新長村                 | 下桐原村                   | 明治34年11月1日 大河津村               | 大河津村                             | 大河津村                     | 大河津村                       | 昭和32年6月20日 寺泊町に編入             | 昭和32年11月1日 西蒲原郡分水町に編入  | 平成18年3月20日 燕市         | 燕市     |
| 長新村                 | 一部                   | 明治6年 新長村                 | 明治6年 新長村                 | 下桐原村                   | 明治34年11月1日 大河津村               | 大河津村                             | 大河津村                     | 大河津村                       | 昭和32年6月20日 寺泊町に編入             | 昭和32年11月1日 西蒲原郡分水町に編入  | 平成18年3月20日 燕市         | 燕市     |
| 長新村                 | 一部                   | 明治6年 新長村                 | 明治6年 新長村                 | 下桐原村                   | 明治34年11月1日 大河津村               | 大河津村                             | 大河津村                     | 大河津村                       | 昭和32年6月20日 寺泊町に編入             | 寺泊町                                | 平成18年1月1日 長岡市に編入  | 長岡市   |
| 田尻村                 | 田尻村                 | 田尻村                         | 田尻村                         | 善高村                     | 明治34年11月1日 大河津村               | 大河津村                             | 大河津村                     | 大河津村                       | 昭和32年6月20日 寺泊町に編入             | 寺泊町                                | 平成18年1月1日 長岡市に編入  | 長岡市   |
| 町軽井村               | 町軽井村               | 矢田村                         | 矢田村                         | 善高村                     | 明治34年11月1日 大河津村               | 大河津村                             | 大河津村                     | 大河津村                       | 昭和32年6月20日 寺泊町に編入             | 寺泊町                                | 平成18年1月1日 長岡市に編入  | 長岡市   |
| 平野新村新田           | 平野新村新田           | 平野新村新田                   | 平野新村新田                   | 善高村                     | 明治34年11月1日 大河津村               | 大河津村                             | 大河津村                     | 大河津村                       | 昭和32年6月20日 寺泊町に編入             | 寺泊町                                | 平成18年1月1日 長岡市に編入  | 長岡市   |
| 北曽根村               | 北曽根村               | 北曽根村                       | 北曽根村                       | 善高村                     | 明治34年11月1日 大河津村               | 大河津村                             | 大河津村                     | 大河津村                       | 昭和32年6月20日 寺泊町に編入             | 寺泊町                                | 平成18年1月1日 長岡市に編入  | 長岡市   |
| 敦ヶ曽根村             | 敦ヶ曽根村             | 敦ヶ曽根村                     | 敦ヶ曽根村                     | 善高村                     | 明治34年11月1日 大河津村               | 大河津村                             | 大河津村                     | 大河津村                       | 昭和32年6月20日 寺泊町に編入             | 寺泊町                                | 平成18年1月1日 長岡市に編入  | 長岡市   |
| 万善寺村               | 万善寺村               | 万善寺村                       | 万善寺村                       | 善高村                     | 明治34年11月1日 大河津村               | 大河津村                             | 大河津村                     | 大河津村                       | 昭和32年6月20日 寺泊町に編入             | 寺泊町                                | 平成18年1月1日 長岡市に編入  | 長岡市   |
| 高内村                 | 高内村                 | 高内村                         | 高内村                         | 善高村                     | 明治34年11月1日 大河津村               | 大河津村                             | 大河津村                     | 大河津村                       | 昭和32年6月20日 寺泊町に編入             | 寺泊町                                | 平成18年1月1日 長岡市に編入  | 長岡市   |
| 求草村                 | 求草村                 | 求草村                         | 求草村                         | 善高村                     | 明治34年11月1日 大河津村               | 大河津村                             | 大河津村                     | 大河津村                       | 昭和32年6月20日 寺泊町に編入             | 寺泊町                                | 平成18年1月1日 長岡市に編入  | 長岡市   |
| 入軽井村               | 入軽井村               | 入軽井村                       | 入軽井村                       | 善高村                     | 明治34年11月1日 大河津村               | 大河津村                             | 大河津村                     | 大河津村                       | 昭和32年6月20日 寺泊町に編入             | 寺泊町                                | 平成18年1月1日 長岡市に編入  | 長岡市   |
| 矢田村                 | 矢田村                 | 町軽井村                       | 町軽井村                       | 善高村                     | 明治34年11月1日 大河津村               | 大河津村                             | 大河津村                     | 大河津村                       | 昭和32年6月20日 寺泊町に編入             | 寺泊町                                | 平成18年1月1日 長岡市に編入  | 長岡市   |
| 大川津村               | 大川津村               | 大川津村                       | 大川津村                       | 善高村                     | 明治34年11月1日 大河津村               | 大河津村                             | 大河津村                     | 大河津村                       | 昭和32年6月20日 西蒲原郡分水町に編入     | 西蒲原郡分水町                        | 平成18年3月20日 燕市         | 燕市     |
| 五千石村               | 五千石村               | 五千石村                       | 五千石村                       | 五千石村                   | 明治34年11月1日 大河津村               | 大河津村                             | 大河津村                     | 大河津村                       | 昭和32年6月20日 西蒲原郡分水町に編入     | 西蒲原郡分水町                        | 平成18年3月20日 燕市         | 燕市     |
| 野中才村               | 野中才村               | 野中才村                       | 野中才村                       | 五千石村                   | 明治34年11月1日 大河津村               | 大河津村                             | 大河津村                     | 大河津村                       | 昭和32年6月20日 西蒲原郡分水町に編入     | 西蒲原郡分水町                        | 平成18年3月20日 燕市         | 燕市     |
| 中条村                 | 一部                   | 明治12年 改称 下中条村         | 明治12年 改称 下中条村         | 五千石村                   | 明治34年11月1日 大河津村               | 大河津村                             | 大河津村                     | 大河津村                       | 昭和32年6月20日 寺泊町に編入             | 昭和32年11月1日 西蒲原郡分水町に編入  | 平成18年3月20日 燕市         | 燕市     |
| 中条村                 | 一部                   | 明治12年 改称 下中条村         | 明治12年 改称 下中条村         | 五千石村                   | 明治34年11月1日 大河津村               | 大河津村                             | 大河津村                     | 大河津村                       | 昭和32年6月20日 寺泊町に編入             | 寺泊町                                | 平成18年1月1日 長岡市に編入  | 長岡市   |
| 仁ヶ村外新田           | 仁ヶ村外新田           | 仁ヶ村外新田                   | 仁ヶ村外新田                   | 本与板村                   | 明治34年11月1日 大河津村               | 大河津村                             | 大河津村                     | 大河津村                       | 昭和32年6月20日 寺泊町に編入             | 寺泊町                                | 平成18年1月1日 長岡市に編入  | 長岡市   |
| 岩方村                 | 一部                   | 岩方村                         | 岩方村                         | 本与板村                   | 明治34年11月1日 大河津村               | 大河津村                             | 大河津村                     | 大河津村                       | 昭和32年6月20日 寺泊町に編入             | 寺泊町                                | 平成18年1月1日 長岡市に編入  | 長岡市   |
| 岩方村                 | 一部                   | 岩方村                         | 岩方村                         | 本与板村                   | 明治34年11月1日 大河津村               | 大河津村                             | 大河津村                     | 大河津村                       | 昭和32年6月20日 寺泊町に編入             | 昭和34年2月1日 与板町に編入           | 平成18年1月1日 長岡市に編入  | 長岡市   |
| 馬越村                 | 馬越村                 | 馬越村                         | 馬越村                         | 本与板村                   | 明治34年11月1日 大河津村               | 大河津村                             | 大河津村                     | 大河津村                       | 昭和32年6月20日 与板町に編入             | 与板町                                | 平成18年1月1日 長岡市に編入  | 長岡市   |
| 本与板村               | 本与板村               | 本与板村                       | 本与板村                       | 本与板村                   | 明治34年11月1日 与板町                 | 与板町                               | 与板町                       | 昭和30年3月31日 与板町         | 昭和30年3月31日 与板町                   | 与板町                                | 平成18年1月1日 長岡市に編入  | 長岡市   |
| 与板城下各町           | 一部                   | 与板城下各町                   | 明治20年 与板町                | 与板町                     | 明治34年11月1日 与板町                 | 与板町                               | 与板町                       | 昭和30年3月31日 与板町         | 昭和30年3月31日 与板町                   | 与板町                                | 平成18年1月1日 長岡市に編入  | 長岡市   |
| 与板城下各町           | 一部                   | 明治12年 与板村                | 明治12年 与板村                | 与板町                     | 明治34年11月1日 与板町                 | 与板町                               | 与板町                       | 昭和30年3月31日 与板町         | 昭和30年3月31日 与板町                   | 与板町                                | 平成18年1月1日 長岡市に編入  | 長岡市   |
| 与板村                 | 一部を除く             | 明治12年 与板村                | 明治12年 与板村                | 与板町                     | 明治34年11月1日 与板町                 | 与板町                               | 与板町                       | 昭和30年3月31日 与板町         | 昭和30年3月31日 与板町                   | 与板町                                | 平成18年1月1日 長岡市に編入  | 長岡市   |
| 与板村                 | 一部                   | 明治12年 与板村                | 明治12年 与板村                | 南蒲原郡 中野村            | 明治34年11月1日 南蒲原郡中之島村       | 南蒲原郡中之島村                     | 南蒲原郡中之島村             | 南蒲原郡中之島村               | 南蒲原郡中之島村                         | 昭和61年10月1日 町制 南蒲原郡中之島町 | 平成18年1月1日 長岡市に編入  | 長岡市   |
| 海老島勇次新田         | 海老島勇次新田         | 海老島勇次新田                 | 海老島勇次新田                 | 南蒲原郡 中野村            | 明治34年11月1日 南蒲原郡中之島村       | 南蒲原郡中之島村                     | 南蒲原郡中之島村             | 南蒲原郡中之島村               | 南蒲原郡中之島村                         | 昭和61年10月1日 町制 南蒲原郡中之島町 | 平成18年1月1日 長岡市に編入  | 長岡市   |
| 間瀬村                 | 間瀬村                 | 間瀬村                         | 間瀬村                         | 間瀬村                     | 明治29年4月1日 所属変更 西蒲原郡間瀬村 | 西蒲原郡間瀬村                       | 西蒲原郡間瀬村               | 昭和30年3月31日 西蒲原郡岩室村 | 昭和30年3月31日 西蒲原郡岩室村           | 昭和35年1月20日 西蒲原郡岩室村        | 平成17年3月21日 新潟市に編入 | 新潟市   |

## 行政
歴代郡長
| 代 | 氏名 | 就任年月日               | 退任年月日                | 備考                   |
| -- | ---- | ------------------------ | ------------------------- | ---------------------- |
| 1  |      | 明治12年（1879年）4月9日 |                           |                        |
|    |      |                          | 大正15年（1926年）6月30日 | 郡役所廃止により、廃官 |

## 関連文献
- 『三島郡誌』三島郡教育会、1937年。